# Đế quốc Nhật Bản
| Lịch sử Nhật Bản | Lịch sử Nhật Bản |
| --- | ---------------- |
| Tiền sửThời kỳ đồ đá cũ ~15000 TCN Thời kỳ Jōmon (Thằng Văn) ~15000 TCN–300 TCN Thời kỳ Yayoi (Di Sinh) tk 4 TCN–tk 3 |                  |
| Cổ đạiThời kỳ Kofun (Cổ Phần) tk 3–tk 7 Thời kỳ Asuka (Phi Điểu) 592–710 Thời kỳ Nara (Nại Lương) 710–794 Thời kỳ Heian (Bình An) 794–1185 |                  |
| Phong kiếnThời kỳ Kamakura (Liêm Thương) 1185–1333 Tân chính Kemmu (Kiến Vũ) 1333–1336 Thời kỳ Muromachi (Thất Đinh) 1336–1573 Thời kỳ Nam-Bắc triều 1336–1392 Thời kỳ Chiến Quốc 1467–1590 Thời kỳ Azuchi-Momoyama (An Thổ-Đào Sơn) 1573–1603 Mậu dịch Nanban (Nam Man) Chiến tranh Nhật Bản – Triều Tiên 1592–1598 Thời kỳ Edo/Tokugawa (Giang Hộ/Đức Xuyên)1603–1868 Chiến tranh Nhật Bản – Lưu Cầu Chiến dịch Ōsaka (Đại Phản) Tỏa Quốc Đoàn thám hiểm Perry Hiệp ước Kanagawa (Thần Nại Xuyên) Bakumatsu (Mạc mạt) Minh Trị Duy tân Chiến tranh Boshin (Mậu Thìn) |                  |
| Hiện đạiThời kỳ Minh Trị (Meiji) 1868–1912 Nhật xâm lược Đài Loan 1874 Chiến tranh Tây Nam Chiến tranh Nhật–Thanh Hiệp ước Mã Quan Chiến tranh Ất Mùi 1895 Phong trào Nghĩa Hòa Đoàn Hòa ước Portsmouth Hiệp ước Nhật–Triều 1910 Thời kỳ Đại Chính (Taishō) 1912-1926 Nhật Bản trong Thế chiến thứ nhất Sự can thiệp của Nhật Bản vào Siberia Đại thảm họa động đất Kantō 1923 Thời kỳ Chiêu Hòa (Shōwa) 1926–1989 Chủ nghĩa quân phiệt Nhật Bản Sự kiện Phụng Thiên Nhật Bản xâm lược Mãn Châu Hiệp ước chống Quốc tế Cộng sản Chiến tranh Trung–Nhật Cuộc tấn công Trân Châu Cảng Vụ ném bom nguyên tử xuống Hiroshima và Nagasaki Chiến tranh Xô–Nhật Nhật Bản đầu hàng Thời kỳ bị chiếm đóng 1945-1952 Nhật Bản thời hậu chiếm đóng Kỳ tích kinh tế Nhật Bản thời hậu chiến Thời kỳ Bình Thành (Heisei) 1989–2019 Thập niên mất mát Động đất Kobe 1995 Cool Japan Động đất và sóng thần Tōhoku 2011 Thời kỳ Lệnh Hòa (Reiwa) 2019–nay Đại dịch COVID-19 tại Nhật Bản |                  |
| Xem thêm Thiên hoàng • Niên biểu • Đế quốc Nhật Bản Kinh tế • Giáo dục • Quân sự • Hải quân • Di sản thế giới |                  |
| x t s |                  |

Đế quốc Nhật Bản, tên đầy đủ là Đại Nhật Bản Đế quốc (大日本帝國 (Đại Nhật Bản Đế quốc) Dai Nippon Teikoku) là một nhà nước Nhật Bản tồn tại từ Cách mạng Minh Trị năm 1868 cho đến khi Hiến pháp Nhật Bản được ban hành vào năm 1947.

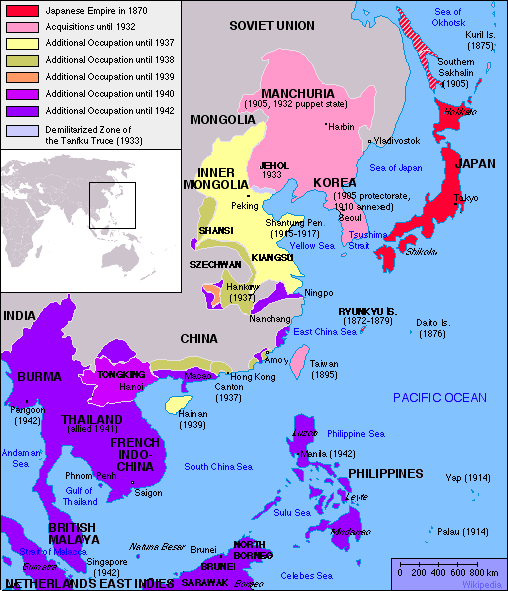
Đế quốc Nhật Bản. Cho tới trước khi Chiến tranh thế giới thứ hai kết thúc, thuộc địa của Nhật tại vùng Đông Á đã tăng gấp gần 5 lần diện tích quốc gia

Quá trình công nghiệp hóa và quân phiệt hóa nhanh chóng dưới khẩu hiệu phú quốc cường binh (富國強兵 Fukoku Kyōhei) đã biến Nhật Bản thành một cường quốc mà kèm theo đó là sự thành lập của một đế quốc thực dân. Tình hình kinh tế, chính trị bất ổn trong thập niên 20 dẫn tới sự trỗi dậy của chủ nghĩa quân phiệt mà đỉnh điểm là việc Nhật Bản gia nhập phe Trục rồi tiến hành chinh phục phần lớn các lãnh thổ thuộc châu Á-Thái Bình Dương.
Sau các thắng lợi lớn ban đầu trong Chiến tranh Trung-Nhật (1937-1945) và Chiến tranh Thái Bình Dương, hàng loạt thất bại quân sự diễn ra. Sau khi Liên Xô tuyên chiến Nhật Bản, tấn công vào Mãn Châu và Hiroshima, Nagasaki bị ném bom nguyên tử thì Đế quốc Nhật Bản đầu hàng quân Đồng minh vào ngày 15 tháng 8 năm 1945. Nhật Bản bị Đồng minh chiếm đóng và hiến pháp mới được ban hành vào năm 1947, phế bỏ quyền lực của Thiên hoàng và thành lập một chế độ chính trị dân chủ. Đế quốc Nhật Bản chính thức tan rã.

## Bối cảnh
| Lịch sử Nhật Bản | Lịch sử Nhật Bản |
| --- | ---------------- |
| Tiền sửThời kỳ đồ đá cũ ~15000 TCN Thời kỳ Jōmon (Thằng Văn) ~15000 TCN–300 TCN Thời kỳ Yayoi (Di Sinh) tk 4 TCN–tk 3 |                  |
| Cổ đạiThời kỳ Kofun (Cổ Phần) tk 3–tk 7 Thời kỳ Asuka (Phi Điểu) 592–710 Thời kỳ Nara (Nại Lương) 710–794 Thời kỳ Heian (Bình An) 794–1185 |                  |
| Phong kiếnThời kỳ Kamakura (Liêm Thương) 1185–1333 Tân chính Kemmu (Kiến Vũ) 1333–1336 Thời kỳ Muromachi (Thất Đinh) 1336–1573 Thời kỳ Nam-Bắc triều 1336–1392 Thời kỳ Chiến Quốc 1467–1590 Thời kỳ Azuchi-Momoyama (An Thổ-Đào Sơn) 1573–1603 Mậu dịch Nanban (Nam Man) Chiến tranh Nhật Bản – Triều Tiên 1592–1598 Thời kỳ Edo/Tokugawa (Giang Hộ/Đức Xuyên)1603–1868 Chiến tranh Nhật Bản – Lưu Cầu Chiến dịch Ōsaka (Đại Phản) Tỏa Quốc Đoàn thám hiểm Perry Hiệp ước Kanagawa (Thần Nại Xuyên) Bakumatsu (Mạc mạt) Minh Trị Duy tân Chiến tranh Boshin (Mậu Thìn) |                  |
| Hiện đạiThời kỳ Minh Trị (Meiji) 1868–1912 Nhật xâm lược Đài Loan 1874 Chiến tranh Tây Nam Chiến tranh Nhật–Thanh Hiệp ước Mã Quan Chiến tranh Ất Mùi 1895 Phong trào Nghĩa Hòa Đoàn Hòa ước Portsmouth Hiệp ước Nhật–Triều 1910 Thời kỳ Đại Chính (Taishō) 1912-1926 Nhật Bản trong Thế chiến thứ nhất Sự can thiệp của Nhật Bản vào Siberia Đại thảm họa động đất Kantō 1923 Thời kỳ Chiêu Hòa (Shōwa) 1926–1989 Chủ nghĩa quân phiệt Nhật Bản Sự kiện Phụng Thiên Nhật Bản xâm lược Mãn Châu Hiệp ước chống Quốc tế Cộng sản Chiến tranh Trung–Nhật Cuộc tấn công Trân Châu Cảng Vụ ném bom nguyên tử xuống Hiroshima và Nagasaki Chiến tranh Xô–Nhật Nhật Bản đầu hàng Thời kỳ bị chiếm đóng 1945-1952 Nhật Bản thời hậu chiếm đóng Kỳ tích kinh tế Nhật Bản thời hậu chiến Thời kỳ Bình Thành (Heisei) 1989–2019 Thập niên mất mát Động đất Kobe 1995 Cool Japan Động đất và sóng thần Tōhoku 2011 Thời kỳ Lệnh Hòa (Reiwa) 2019–nay Đại dịch COVID-19 tại Nhật Bản |                  |
| Xem thêm Thiên hoàng • Niên biểu • Đế quốc Nhật Bản Kinh tế • Giáo dục • Quân sự • Hải quân • Di sản thế giới |                  |
| x t s |                  |

Cờ chính thức của Đế quốc Nhật Bản

Cờ Hải quân Đế quốc Nhật Bản

Khoảng thời gian trong lịch sử bao gồm các thời kì Minh Trị, Đại Chính và Chiêu Hòa. Những Thiên hoàng trong giai đoạn này gồm Thiên hoàng Minh Trị, Thiên hoàng Taishō và Hirohito.
Những biến cố quan trọng của thời kỳ này:
- 3 tháng 1 năm 1868: Phục hồi quyền lực của Thiên hoàng (王政復古の大号令)
- 3 tháng 5 năm 1868: Sự sụp đổ của chế độ Mạc phủ Tokugawa
- 29 tháng 8 năm 1871: Hủy bỏ giai cấp lãnh chúa địa phương (廃藩置県)
- 29 tháng 11 năm 1890: Ban hành Hiến pháp Đế quốc Nhật Bản
- Nhật Bản phát triển nhanh chóng về mặt kĩ nghệ và quân sự, trở thành một cường quốc
- Chiến tranh thế giới thứ hai: Đế quốc Nhật Bản tham chiến theo các hiệp ước liên minh với khối Trục, xâm chiếm nhiều nước, lãnh thổ khắp châu Á và Thái Bình Dương.
- 2 tháng 9 năm 1945: Nhật Bản đầu hàng phe Đồng Minh.
- 3 tháng 5 năm 1947: Ban hành Hiến pháp Nhật Bản.

Theo hiến pháp, Đế quốc Nhật Bản khởi đầu từ 29 tháng 11 năm 1890 - sau cuộc cải cách chính trị phục hưng đem quyền lực cai trị cả nước Nhật về tay Thiên hoàng Minh Trị - và giải thể hệ thống Mạc phủ Tokugawa. Tuy vậy, chính sách đế quốc bắt đầu trước đó, từ năm 1871, khi Nhật chú trọng việc bảo vệ lãnh thổ và đồng thời phát huy quân sự dòm ngó các nước láng giềng. Thời đại đế quốc kéo dài qua ba triều đại: Minh Trị (1868 - 1912), Đại Chính (1912 - 1926) và 21 năm đầu (1927 - 1945) của Chiêu Hòa (Thiên hoàng Hirohito trị vì cho đến 1989).
Đế quốc Nhật Bản, Phát xít Ý và Đức Quốc Xã nằm trong khối Trục trong Chiến tranh thế giới thứ hai, cả ba đều có chủ trương làm bá chủ toàn cầu. Trước cuộc chiến này, Hải quân Đế quốc Nhật thuộc hạng mạnh bậc nhất thế giới, đủ sức cạnh tranh với Hải quân Anh và Hải quân Hoa Kì, còn Lục quân Nhật tuy trang bị kém hơn nhưng cũng đủ để lấn át quân liên quân Trung Quốc. Sau năm 1940, khi kĩ nghệ phát triển vượt bậc và quân lực tăng cường tối đa, Đế quốc Nhật bắt đầu đặt kế hoạch xâm lăng các nước láng giềng - Trung Quốc và Đông Nam Á.

## Lịch sử

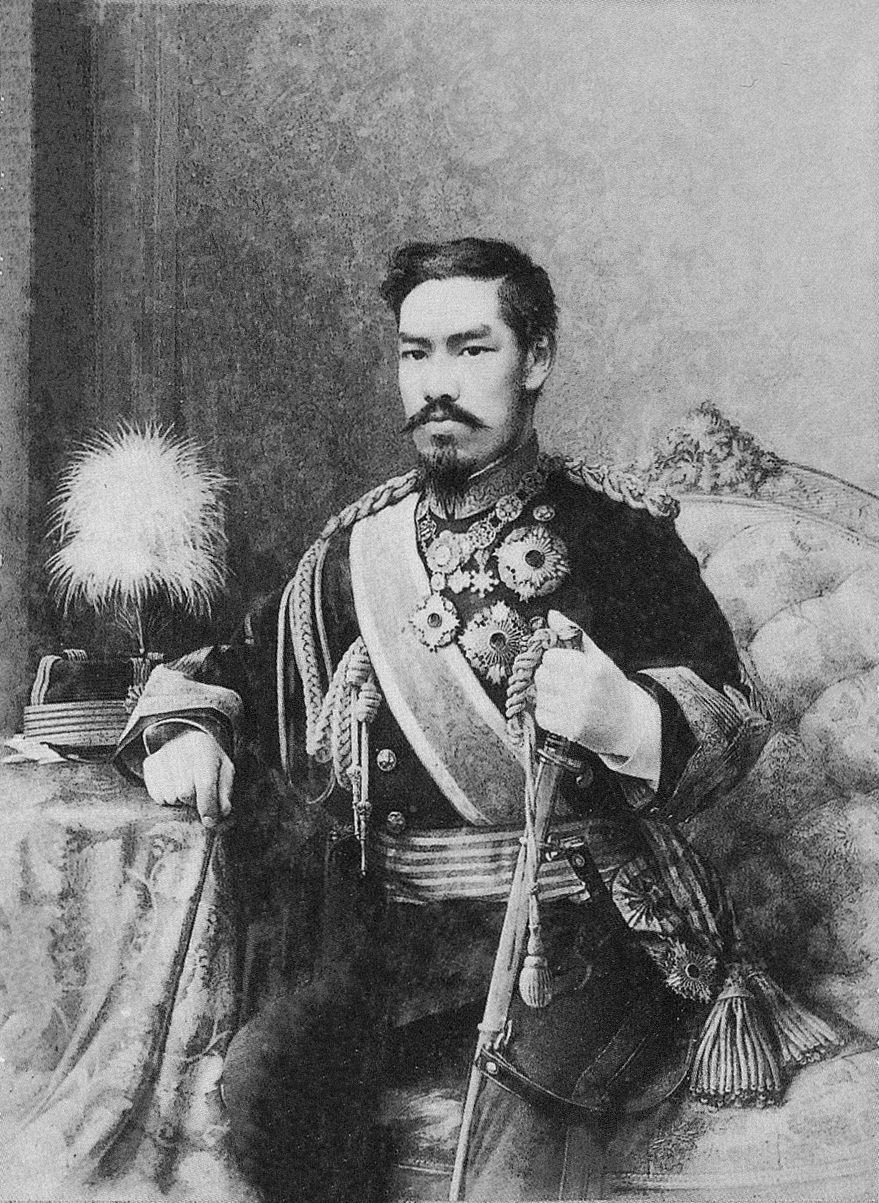
Thiên hoàng Minh Trị, vị Thiên hoàng đầu tiên của Đế quốc Nhật Bản (1868-1912)

Cội nguồn của Đại Nhật Bản Đế quốc bắt đầu từ cuộc khôi phục hoàng quyền vào năm 1868. Đây là một cuộc thay đổi chính trị rất lớn trong lịch sử Nhật Bản. Trước đó, Mạc phủ Tokugawa lấn át Thiên hoàng, nắm mọi quyền hạn trong tay cai trị các đảo của Nhật Bản, bế môn tỏa cảng, chú tâm trùng tu xây dựng văn hóa, nghệ thuật. Lúc bấy giờ, các thế lực đế quốc Tây phương như Hoa Kỳ, Anh Quốc, Đức và Hà Lan đang nỗ lực lấn chiếm các nước châu Á. Do sức ép của thay đổi bên ngoài, chính quyền Nhật Bản phải chịu ký hiệp ước "bất bình đẳng" với Hoa Kỳ tại Kanagawa. Dân chúng Nhật lấy làm bất mãn khi thấy Nhật chịu yếu thế.

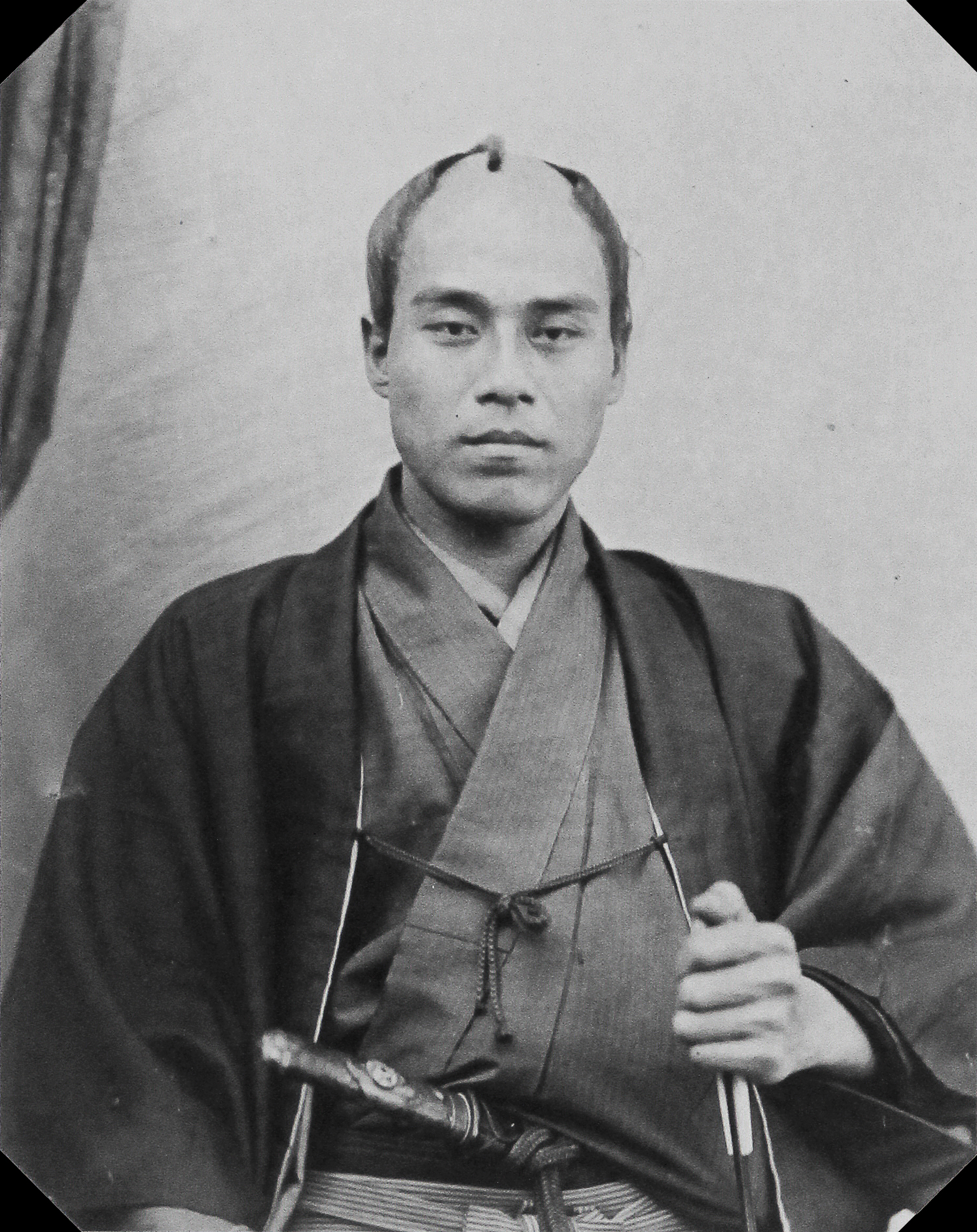
Fukuzawa Yukichi

Fukuzawa Yukichi, một nhà tư tưởng Nhật, đưa ra kế hoạch cải tiến Nhật Bản bằng cách thay đổi hoàn toàn hệ thống chính trị, bỏ những tư tưởng Á châu hủ lậu, dồn sức canh tân kỹ nghệ để theo kịp Tây phương, và đồng thời mở rộng tầm ảnh hưởng Nhật đối với các nước láng giềng. Fukuzawa Yukichi thúc đẩy Nhật Bản vào đường lối chính trị thực tiễn, xa rời những tư tưởng có tính chất tình cảm hay lý tưởng không thực. Ông kêu gọi dân Nhật thoát khỏi vòng suy nghĩ Á châu, học hỏi theo Tây phương, biện minh rằng xã hội muốn theo kịp văn minh phải thay đổi theo thời gian và hoàn cảnh. Ông viết: 
"Văn minh lây giống như bệnh sởi. Nó còn hay hơn bệnh sởi vì nó đem lại nguồn lợi".
Ông đòi hỏi dân Nhật phải ráng "nếm mùi văn minh" - đó là văn minh Tây phương - và chấp nhận thay đổi. Fukuzawa Yukichi phát huy tinh thần tự tin, tự tạo sức mạnh thể chất và giáo dục của từng cá nhân. Trong vòng 30 năm, nước Nhật thay đổi nhanh chóng và trở thành một trong các đại cường quốc trên thế giới.
Tuy nhiên, Fukuzawa cũng thể hiện tư tưởng có phần quá khích trong quan hệ với nước châu Á láng giềng. Ông viết: "Giờ đây nếu phải chờ nhà Thanh lẫn Triều Tiên đều cận đại hóa để cùng có một châu Á phồn vinh thì e không kịp nữa. Nhật Bản phải thoát ra khỏi Á châu ngay và sẽ tiếp cận với nhà Thanh và Triều Tiên với cùng một tư thế như các nước Âu - Mỹ mới được". Điều đó có nghĩa là ông khuyên Nhật Bản cũng phải gia nhập vào nhóm các nước đang cạnh tranh xâm chiếm thuộc địa ở vùng Đông Á như Âu - Mỹ. 20 năm sau, Đế quốc Nhật Bản đã làm đúng theo ý kiến mà Fukuzawa đề xướng, nghĩa là đua tranh với các nước thực dân Âu - Mỹ trong việc xâm chiếm các nước vùng Đông Á

## Chính trị

### Hiến pháp

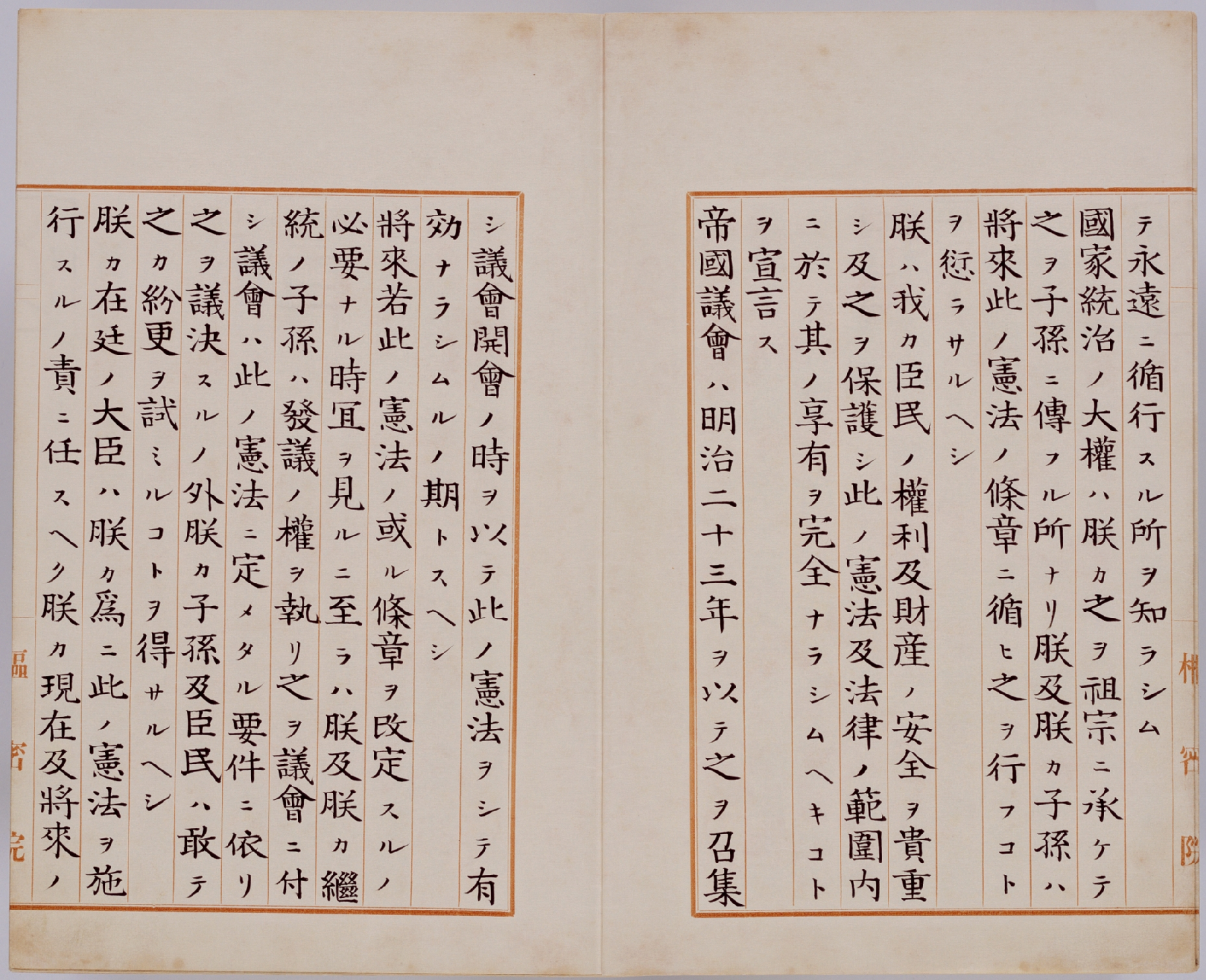
上諭 - "Thánh chỉ" một phần của Đại Nhật Bản Đế quốc Hiến pháp (2)

Đại Nhật Bản Đế quốc Hiến pháp được ban hành năm 1889, chính thức trao nhiều quyền hạn chính trị vào tay Thiên hoàng. Tuy nhiên cho đến 1936, từ "Đại Nhật Bản Đế quốc" mới được chính thức sử dụng. Những từ khác để chỉ Nhật Bản lúc bấy giờ gồm có:  Nhật Bản (日本),  Đại Nhật Bản (大日本),  Nhật Bản Quốc (日本國), Nhật Bản Đế quốc (日本帝國).
Trong bản thảo hiến pháp 1946, một năm sau khi đầu hàng, Nhật thiết lập hệ thống chính trị và tên hiệu của nước trở thành: 日本国 Nhật Bản Quốc.

## Kinh tế

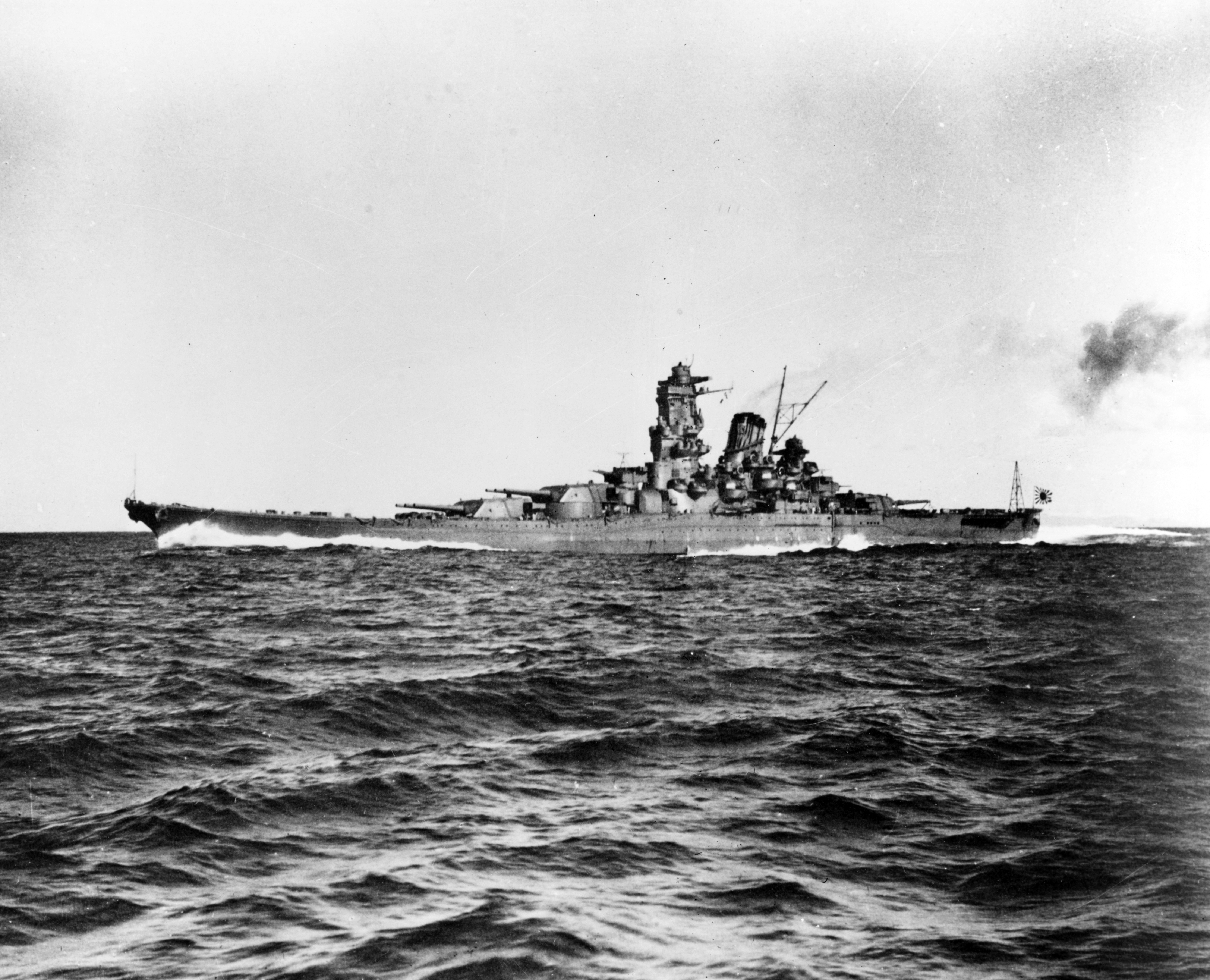
Thiết giáp hạm Yamato, thiết giáp hạm lớn nhất lịch sử năm 1941

Trước Chiến tranh thế giới thứ hai, Nhật mở rộng vòng đai đế quốc, cai quản Đài Loan, Triều Tiên, Mãn Châu và vùng Bắc Trung Hoa. Nhật xem vòng đai này là một yếu tố quan trọng để bảo vệ quyền lợi và an ninh, đề phòng các thế lực bên ngoài chận khóa đường biển bóp nghẹt kinh tế của mình. Nhận thức được tài nguyên của mình hạn chế, Nhật ra sức vơ vét tài nguyên từ các thuộc địa để tăng cường quân lực và làm hậu thuẫn cho việc tiếp tục mở rộng lãnh thổ đế quốc. Sau 1868, kinh tế Nhật Bản tiến triển qua hai giai đoạn. Giai đoạn đầu chú trọng phát triển nông nghiệp để cung cấp cho cải tiến kỹ nghệ. Trong Chiến tranh Nga-Nhật bắt đầu năm 1904, Nhật có 68% dân có việc làm và 38% tổng sản phẩm quốc dân vẫn từ nông nghiệp. Đến giai đoạn thứ nhì trong thập niên 1920 lượng sản xuất kỹ nghệ và mỏ khoáng lên đến 23% GDP so 21% của với sản xuất nông nghiệp. Kỹ thuật giao thông và liên lạc cũng phát triển nhanh để kịp mức tiến của kỹ nghệ.

## Quân sự
Vào thời điểm này, các gia tộc kỹ nghệ đại tư bản như Mitsubishi, Mitsui, Sumitomo, Yasuda bắt đầu phát triển và nhận thức được sự cần thiết của nguyên liệu và tài nguyên mà Nhật Bản không có sẵn. Quan niệm về xâm lăng nước láng giềng dần dần lớn mạnh với nhiều mục đích: tạo vòng đai quân sự bảo vệ an ninh lãnh thổ Nhật Bản, lấy tài nguyên phát triển kỹ nghệ và tạo thị trường tiêu thụ hàng Nhật.

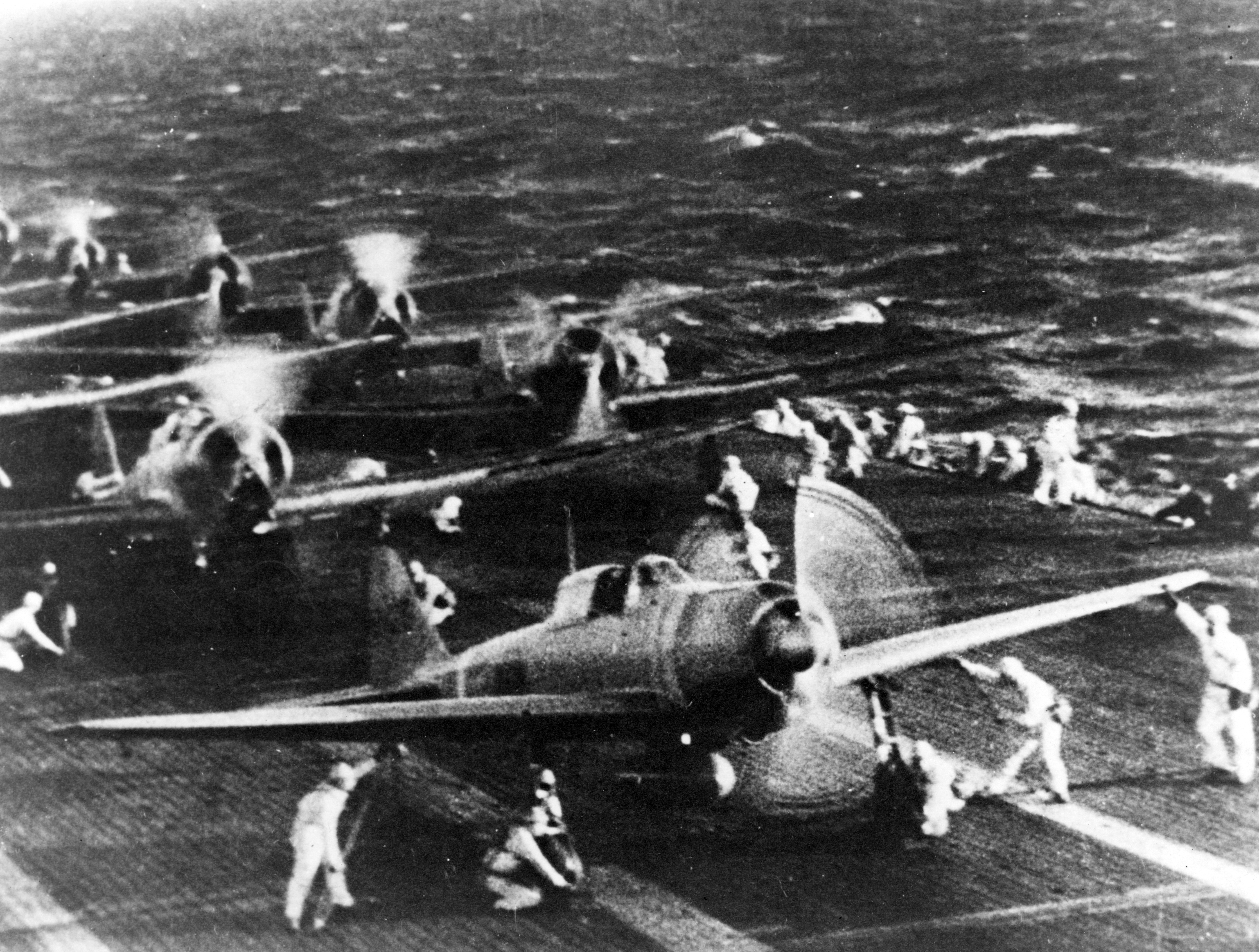
Hàng không mẫu hạm Shokaku với phi cơ chuẩn bị oanh tạc Trân Châu Cảng

Trong khi đó, các thế lực Tây phương như Hoa Kỳ, Anh Quốc, Pháp cũng đang cố gắng bành trướng ảnh hưởng kinh tế vào châu Á - nhất là Trung Hoa. Nhận thấy nguy cơ thua kém các thế lực "mọi da trắng" ngay trên địa bàn của mình, Nhật Bản ra sức củng cố phát huy kỹ nghệ - đặc biệt là vũ khí quân sự và trong vòng vài năm tạo dựng được một lực lượng quân sự hùng mạnh.
Araki Sadao là một lãnh tụ khuynh hữu đảng quân phiệt Nhật, từng lãnh đạo Hội Hoạt động Từ thiện Đế quốc (Kōdōha) đối lập với Nhóm Kiểm soát (Tōseiha) của tướng Kazushige Ugaki. Ông gắn liền cổ học Nhật (võ sĩ đạo) với chủ thuyết phát xít đang thịnh hành tại châu Âu, đưa đến phong trào hoạt động dưới dạng phát xít Nhật (Quốc xã shōwa).
Từ 1932, Nhật Bản lọt vào thế buộc phải đi đến chiến tranh theo hướng dẫn của Araki. Chủ nghĩa độc tài, quân phiệt và bành trướng được chấp nhận như lời giải duy nhất cho tình huống bấy giờ của Nhật Bản và ít có ai lên tiếng phản đối. Trong cuộc họp báo ngày 23 tháng 9 năm 1932, Araki đưa ra khái niệm Kodoha (Đạo đế quốc), gắn liền Thiên hoàng, người Nhật, đất Nhật và tinh thần Nhật vào một khối không thể tách rời. Từ đó nảy ra một loại "giáo đạo" mới tôn sùng Thiên hoàng trong lòng người Nhật.
Nước Nhật trở thành một công cụ phục vụ cho quân đội và Thiên hoàng Nhật Bản. Kiếm Nhật (katana) được đem ra làm phù hiệu cho lý tưởng đế quốc, súng Nambu được dùng để biểu hiện tinh thần cận chiến của quân đội Nhật.
Một mơ ước của giới quân phiệt cực hữu là làm sống lại hệ thống Mạc phủ khi xưa, nhưng dưới dạng quân trị hiện đại - nghĩa là Thiên hoàng chỉ là long trọng viên và quyền hạn chỉ huy cả nước nằm trong tay lãnh tụ quân sự với danh nghĩa phụ chính - tương tự như chức Duce của Benito Mussolini ở Ý và quyền Führer của Adolf Hitler ở Đức. Tuy nhiên một số nhà quân sự Nhật thời này ra sức ngăn cản lối suy nghĩ này, quyết giành quyền lực hoàn toàn vào tay Thiên hoàng.

### Hải quân
Hải quân Đế quốc Nhật Bản (kanji cổ: 大日本帝國海軍, kanji mới: 大日本帝国海軍, romaji: Dai-Nippon Teikoku Kaigun, phiên âm Hán-Việt: Đại Nhật Bản đế quốc hải quân), thường gọi tắt là Hải quân Nhật, là lực lượng hải quân của Đế quốc Nhật Bản từ năm 1869 khi thành lập cho đến năm 1947 khi nó bị giải tán theo điều 9 của Hiến pháp Nhật Bản từ bỏ việc sử dụng vũ lực như là phương cách để giải quyết các tranh chấp quốc tế. Đây là lực lượng hải quân lớn thứ ba trên thế giới vào năm 1920 sau Hải quân Hoa Kỳ và Hải quân Hoàng gia Anh, và có lẽ là lực lượng hải quân hiện đại nhất thời điểm cận kề Chiến tranh Thế giới II. Những chiến hạm trong lực lượng này còn được hỗ trợ bằng máy bay và hoạt động không kích từ Không lực Hải quân Đế quốc Nhật Bản.

## Trước Chiến tranh thế giới thứ nhất

### Chiến tranh Trung-Nhật lần thứ nhất

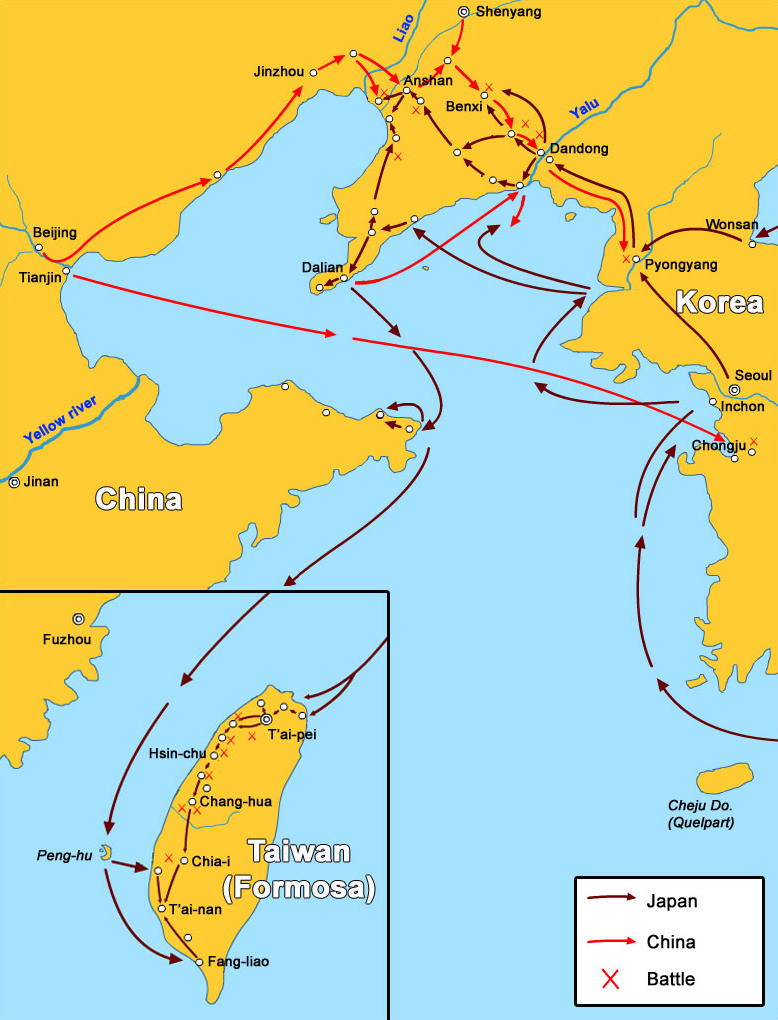
Chiến tranh Trung-Nhật thứ nhất, các trận chiến chính và các cuộc hành quân

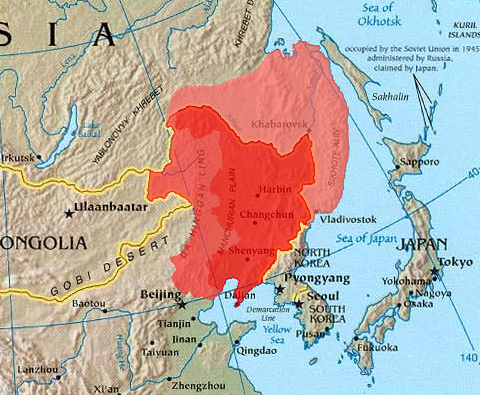
Đại Mãn Châu, Mãn Châu (ngoài) thuộc Nga là khu vực phía trên bên phải với màu đỏ tươi; Bán đảo Liêu Đông có hình mũi nhọn vươn vào biển Hoàng Hải

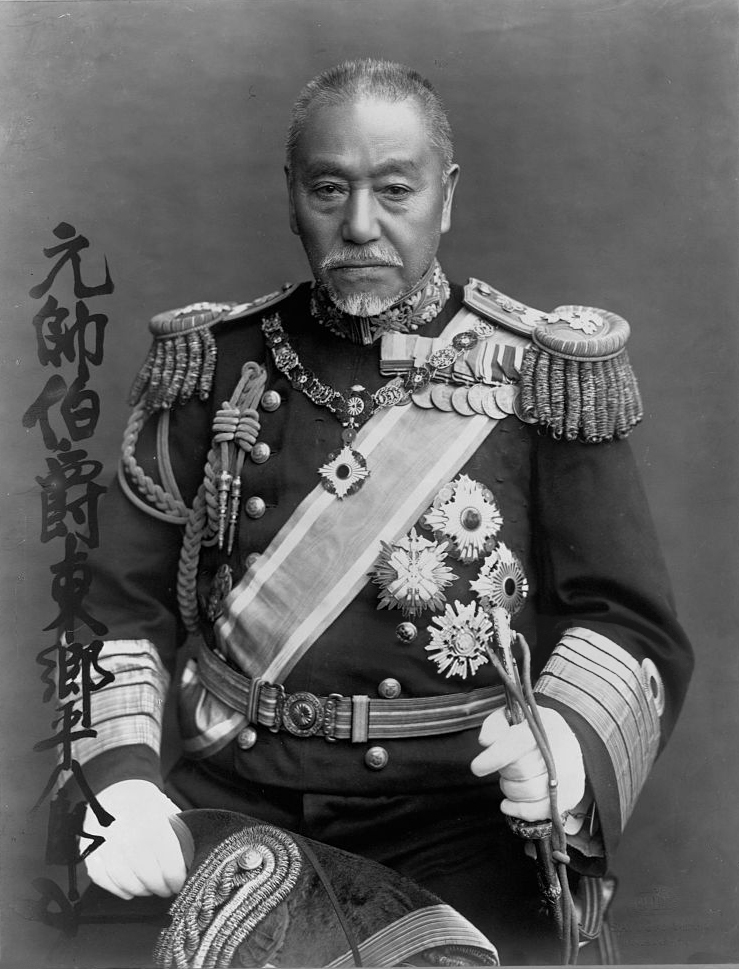
Đô đốc Hải quân, Bá tước Togo Heihachiro, chỉ huy trong Chiến tranh Trung-Nhật lần thứ nhất

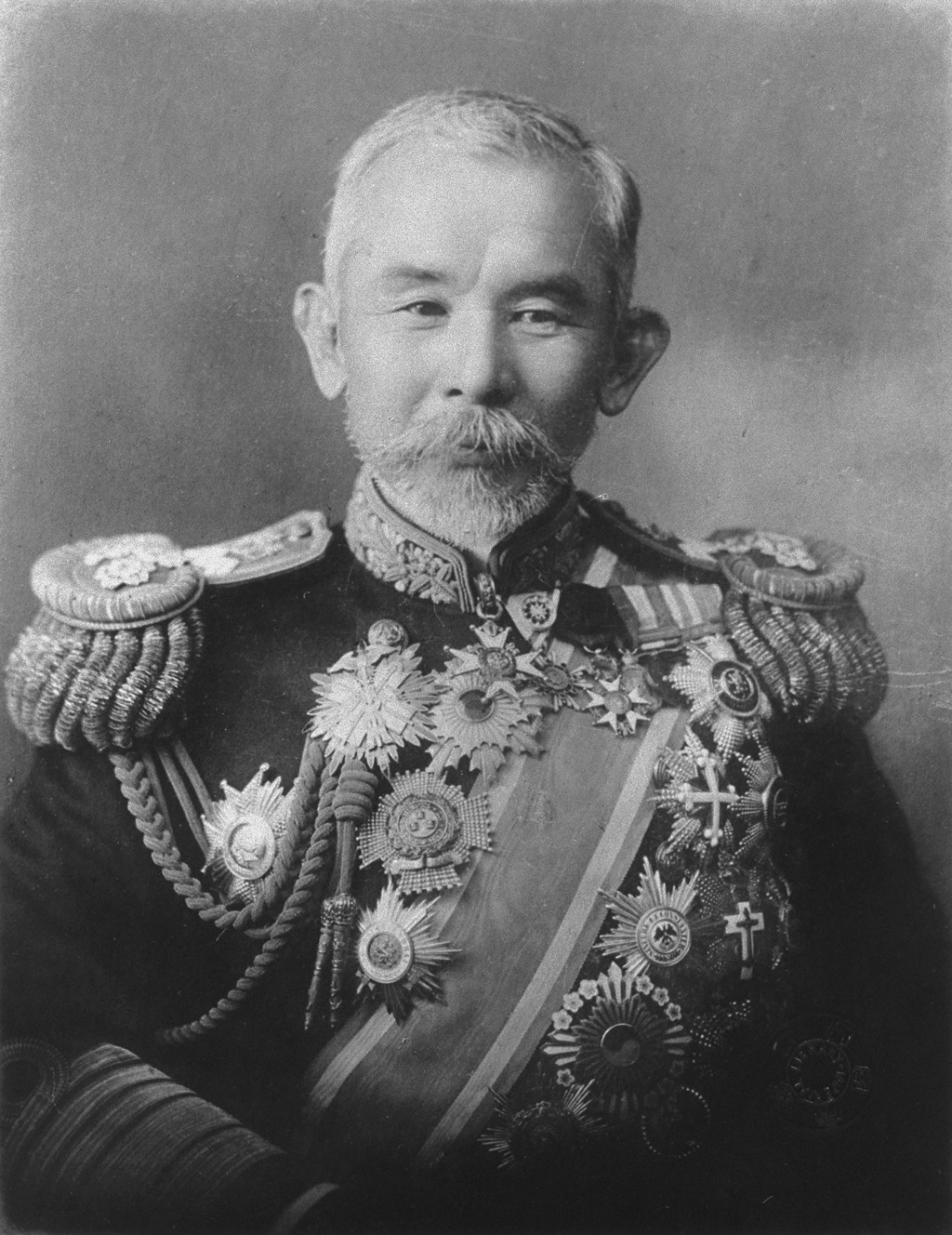
Đô đốc hải quân, Nam tước Goro Ijuin

Trước khi tham dự vào Chiến tranh thế giới thứ nhất từ sau khi bắt đầu Minh Trị Duy tân, Đế quốc Nhật Bản đã tham gia hai cuộc chiến quan trọng. Cuộc chiến thứ nhất là Chiến tranh Nhật-Trung thứ nhất xảy ra giữa thời kỳ 1894 và 1895. Cuộc chiến này chủ yếu xoay quanh việc tranh giành quyền kiểm soát và ảnh hưởng đối với bán đảo Triều Tiên. Một cuộc nổi loạn của nông dân đã dẫn tới việc triều đình Triều Tiên thỉnh cầu Trung Quốc gửi quân qua Triều Tiên để ổn định tình hình. Đế quốc Nhật Bản đáp trả bằng cách gửi quân Nhật qua Triều Tiên và dựng nên một chính phủ thân Nhật ở kinh đô Seoul. Trung Quốc phản đối, và chiến tranh nổ ra. Quân Nhật đánh bại quân Trung Quốc ở bán đảo Liêu Đông và gần như phá tan hải quân Trung Quốc tại hải chiến Hoàng Hải. Trung Quốc bị buộc phải ký vào Hiệp ước Shimonoseki, nhường nhiều phần của Mãn Châu và đảo Đài Loan cho Nhật Bản. Hiệp ước cũng làm gia tăng ảnh hưởng của Nhật Bản tại Trung Quốc trong 50 năm sau.

### Chiến tranh Nga-Nhật
Chiến tranh Nga-Nhật là một cuộc xung đột tranh giành quyền kiểm soát Triều Tiên và một số vùng của Mãn Châu giữa Đế quốc Nhật Bản với Đế quốc Nga xảy ra trong giai đoạn 1904-1905. Cuộc chiến này có ý nghĩa quan trọng do đây là cuộc chiến hiện đại đầu tiên mà một nước châu Á đánh bại một cường quốc châu Âu và đã giúp nâng cao hình ảnh và vị thế nước Nhật trên chính đàn quốc tế. Cuộc chiến được đánh dấu bằng việc Nhật xóa bỏ được quyền lợi của Nga tại Triều Tiên, Mãn Châu và Trung Quốc. Đáng kể là bán đảo Liêu Đông, bị kiểm soát bởi thành phố cảng Lữ Thuận (旅順口, cảng Arthur). Thoạt đầu, trong hiệp ước Shimonseki, cảng Lữ Thuận đã được nhượng cho Nhật.

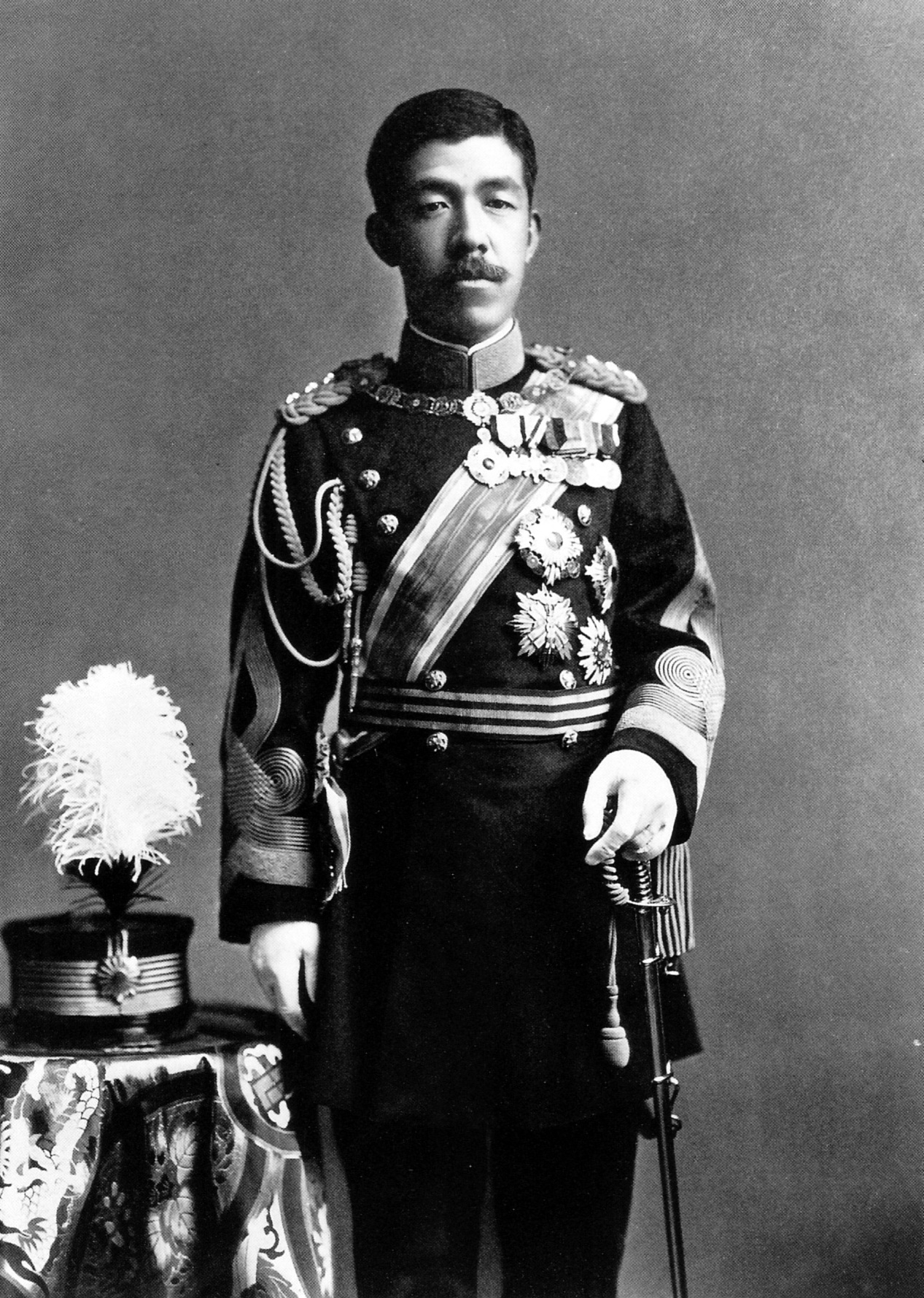
Đại Chính Thiên hoàng, vị Thiên hoàng thứ hai của đế quốc Nhật Bản

Phần này của hiệp ước bị các nước lớn ở phương Tây bác bỏ, cảng được chuyển cho Đế quốc Nga, tăng thêm quyền lợi của Nga trong khu vực. Những quyền lợi này xung đột với quyền lợi của Nhật Bản. Cuộc chiến bắt đầu với một cuộc tấn công bất ngờ của Nhật vào hạm đội Đông Nga đóng ở cảng Lữ Thuận, tiếp theo là Trận Hải chiến cảng Lữ Thuận. Các đơn vị Nga cố gắng trốn chạy đã bị đánh bại thê thảm tại trận hải chiến Hoàng Hải bởi lực lượng hải quân Nhật do Đô đốc Togo Heihachiro chỉ huy. Một năm sau, hạm đội Baltic của Nga đã đến đây nhưng cũng bị tiêu diệt ở Hải chiến Đối Mã. Tuy đối với Nga, chiến trận trên bộ không có kết quả thảm hại đến như vậy và quân Nga đông hơn người Nhật, 300.000 so với 220.000 nhưng quân đội Nhật đã đánh mạnh hơn nhiều so với đối phương Nga và giành được một lợi thế chính trị mà lợi thế này kết hợp với Hiệp ước Portsmouth được đàm phán với Tổng thống Theodore Roosevelt ở Hoa Kỳ. Kết quả là, đế quốc Nga mất một nửa đảo Sakhalin, cũng như nhiều quyền khai khoáng tại Mãn Châu.

## Chiến tranh thế giới thứ nhất

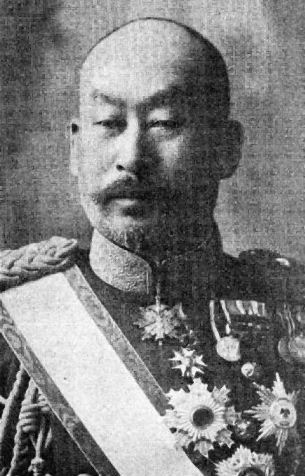
Nguyên soái Terauchi Masatake từng là Thủ tướng Nhật Bản

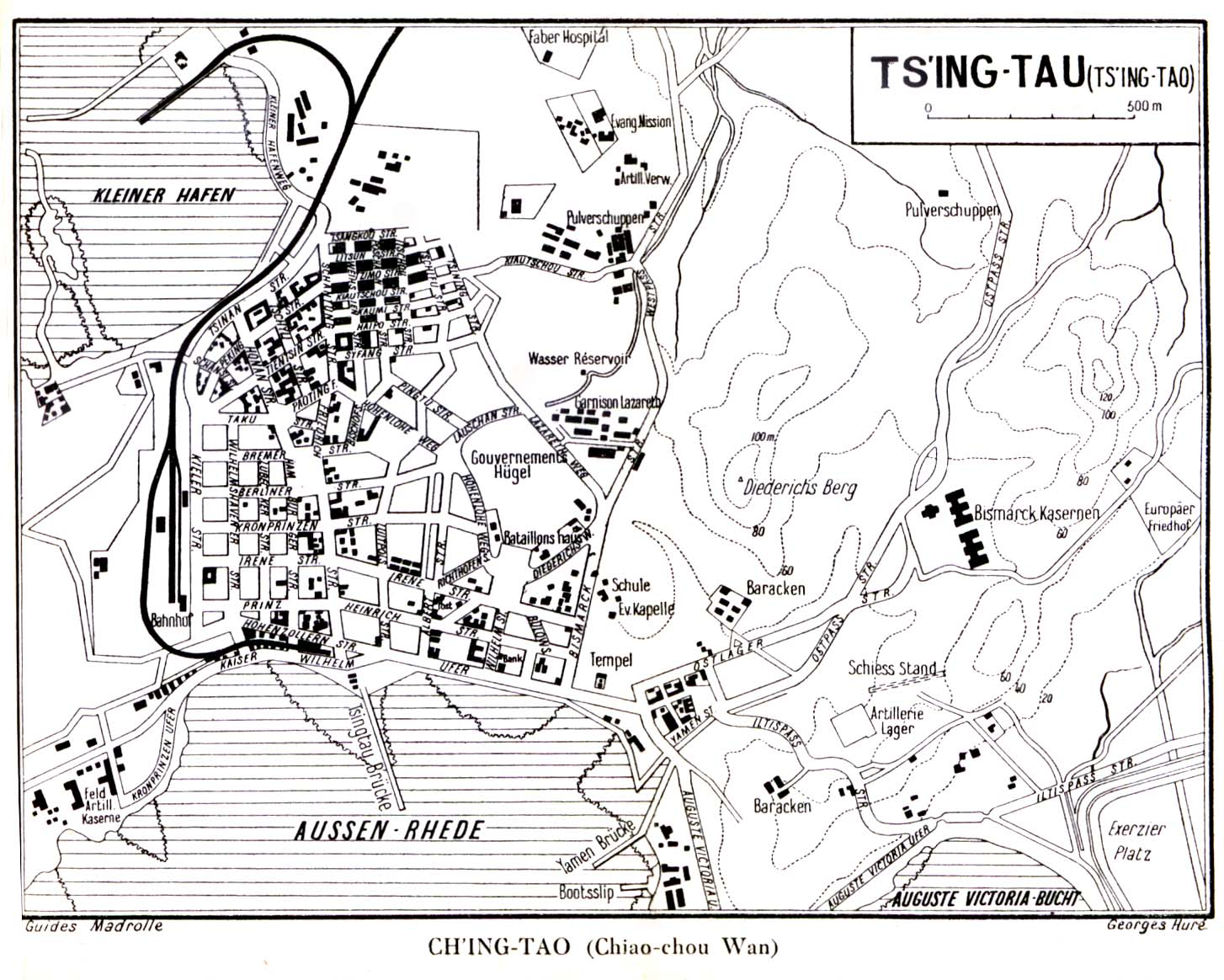
Bản đồ của Đức về Thanh Đảo, 1912 trong Trận Thanh Đảo

Nhật Bản tham gia Chiến tranh thế giới thứ nhất năm 1914 theo phe Entente nhân cơ hội Đế quốc Đức đang bận rộn với chiến tranh ở châu Âu và Nhật muốn mở rộng phạm vi ảnh hưởng ở Trung Quốc. Nhật Bản tuyên chiến với Đức ngày 23 tháng 8 năm 1914 và nhanh chóng chiếm những lãnh thổ: Sơn Đông, Mariana, Caroline và Quần đảo Marshall ở Thái Bình Dương (lúc đó gọi là Tân Guinea thuộc Đức). Trận Thanh Đảo là một cuộc đổ bộ chớp nhoáng vào thuộc địa Giao Châu của Đức tại Trung Quốc và toàn bộ quân Đức tại đây đầu hàng vào ngày 7 tháng 11 năm 1914.
Đối với đồng minh phương Tây, đặc biệt là Anh đang đương đầu chiến tranh nặng nề tại châu Âu, Nhật Bản tìm cách bám lấy vị thế của mình tại Trung Quốc bằng việc đưa ra 21 điều đòi hỏi áp đặt lên Trung Quốc vào năm 1915. Ngoài việc nới rộng tầm kiểm soát của họ lên các tô giới của Đức ở Mãn Châu và Nội Mông, Nhật Bản còn muốn chia phần làm chủ một cơ sở chính khai thác và luyện kim ở miền trung Trung Quốc, cấm đoán Trung Quốc nhường hay cho thuê các khu duyên hải cho một cường quốc thứ ba, kiểm soát từ quân sự, chính trị đến kinh tế. Nếu những điều này đạt được thì Trung Quốc trở thành nước bảo hộ của Nhật Bản. Tuy nhiên phải đối mặt với những thương lượng chậm chạp với chính phủ Trung Quốc, thái độ chống Nhật đang lan rộng tại Trung Quốc và những chỉ trích của quốc tế, Nhật Bản rút lại một số đòi hỏi và các hiệp ước đã ký vào ngày 7 tháng 5 năm 1915.

## Chiến tranh thế giới thứ hai
Đế quốc Nhật Bản liên minh quân sự với Đức quốc xã và phát xít Ý vì có chung mục đích là chia sẻ vùng ảnh hưởng của mình; phát xít Đức và Ý bành trướng ở châu Âu và đế quốc Nhật bành trướng ở châu Á. Liên minh quân sự này được hình thành để tăng cường sức mạnh quân sự của họ và sự hợp tác trong quan hệ với các quốc gia khác, được biết với tên gọi là phe Trục.
Sau khi các hiệp ước bất bình đẳng bị hủy bỏ khi đế quốc Nhật đã hùng mạnh về quân sự và bắt đầu tranh chấp các lãnh thổ của các quốc gia khác (như Trung Quốc, Nga), các nước phe Đồng Minh, đặc biệt là Hoa Kỳ và Anh, liền hạn chế giao thương với Nhật. Liên minh phe Trục được Đức Quốc Xã đem ra để gây áp lực với Anh và Hoa Kỳ và như lời cảnh cáo với Hoa Kỳ là hãy đứng ngoài cuộc trong Chiến tranh thế giới thứ hai còn nếu như không sẽ bị lôi kéo vào cuộc chiến từ hai mặt trận - phía đông và phía tây.

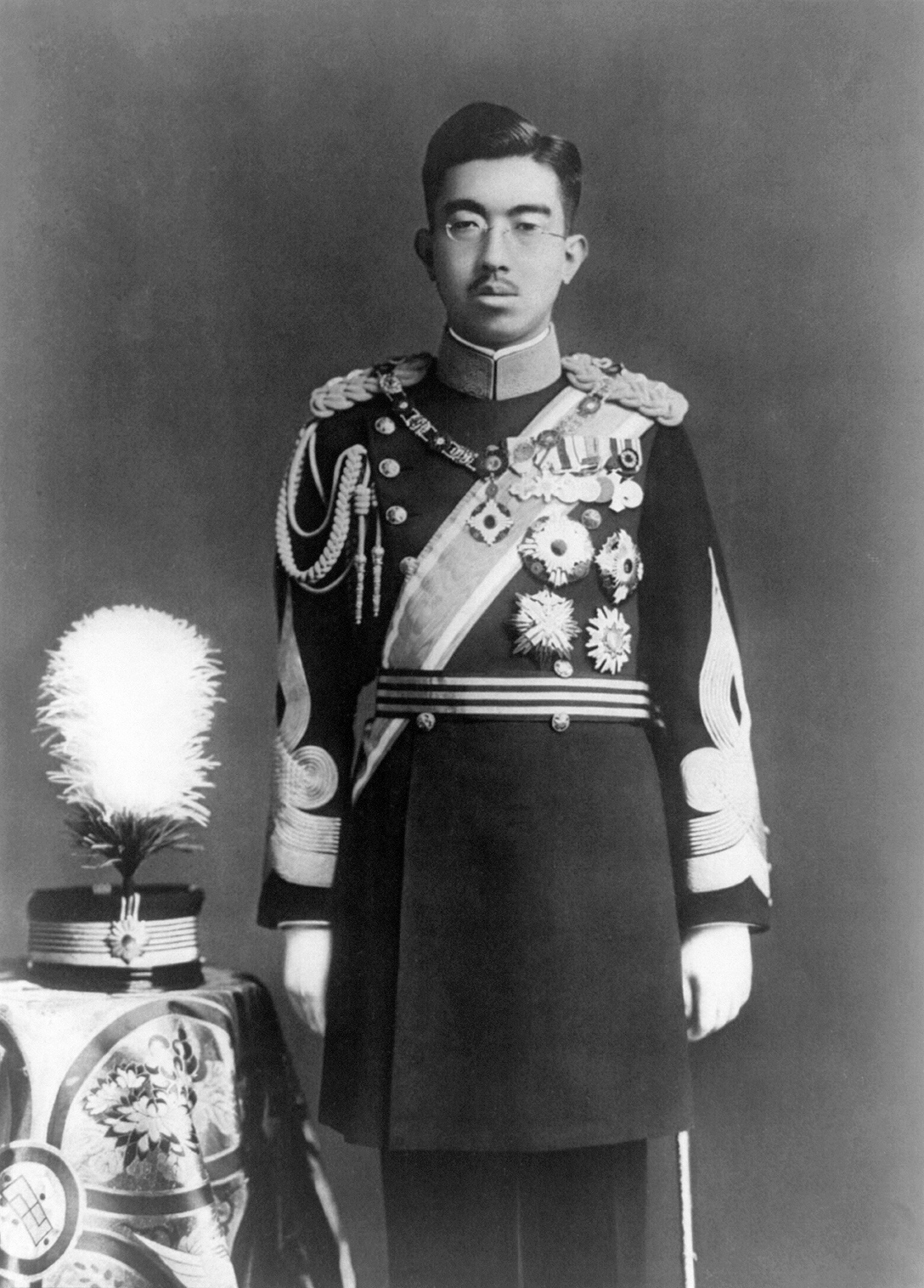
Hirohito, vị Thiên hoàng thứ ba và cuối cùng của Đế quốc Nhật Bản

Vào ngày 4 tháng 9 năm 1941, nội các Nhật Bản họp để xem xét về kế hoạch chiến tranh và ra quyết định:
Đế quốc của chúng ta vì mục đích tự vệ và tự bảo tồn sẽ hoàn tất sự chuẩn bị chiến tranh... [và] ... giải quyết bằng chiến tranh với Hoa Kỳ, Anh và Hà Lan nếu thấy cần thiết. Đế quốc của chúng ta sẽ cố gắng tìm mọi hình thức ngoại giao có thể có, mặt đối mặt với Hoa Kỳ và Anh Quốc để đạt được mục tiêu của mình ... Trong trường hợp những đòi hỏi của chúng ta không có triển vọng được đáp ứng trong 10 ngày đầu tháng 10 qua thương lượng ngoại giao được nói ở trên, chúng ta sẽ phải quyết định đối đầu với Hoa Kỳ, Anh và Hà Lan.

### Thành viên của khối Trục

Các cường quốc phe Trục ký kết với sự hiện diện của Saburo Kurusu, Galeazzo Ciano và Adolf Hitler năm 1940

Ngày 27 tháng 9 năm 1940, Nhật, Đức, Ý ký hiệp định đồng minh, lập Trục phát xít Âu-Á. Hitler có dự lễ ký ở Berlin, Mussolini không đánh giá cao việc này. Nhật Bản đã tham dự cùng Đức Quốc Xã dưới thời Adolf Hitler và phát xít Ý dưới thời Benito Mussolini trong một liên minh quân sự gọi là phe Trục để "thiết lập và gìn giữ trật tự mới" và bảo vệ lẫn nhau trong trường hợp một trong 3 nước bị tấn công, đây là kết quả của hiệp định 3 bên và một liên minh.
Điều 1 Hiệp định viết: Nhật thừa nhận "sự lãnh đạo của Đức và Ý trong việc lập lại trật tự mới tại châu Âu".
Điều 2, Đức và Ý thừa nhận vai trò tương ứng của Nhật tại châu Á. 3 nước thoả thuận sẽ giúp nhau nếu một trong 3 nước bị Mỹ tấn công.
Hiệp định có thời hạn 10 năm.
Ngày 31 tháng 12 năm 1940, Matsuoka Yosuke đã phát biểu với một nhóm các nhà kinh doanh Do Thái rằng ông ta là người "chịu trách nhiệm cho liên minh với Hitler nhưng trong đó tôi đã không hứa hẹn rằng tôi sẽ thi hành các chính sách bài Do Thái ở Nhật. Đây không đơn giản là ý kiến cá nhân của tôi, đây là ý kiến của Nhật Bản, và tôi không hối hận khi thông báo điều này ra toàn thế giới."

### Xâm lăng và các trận chiến

#### Trung Quốc

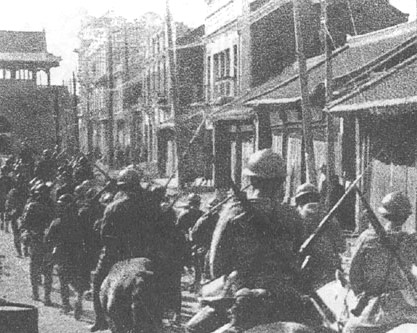
Quân đội Nhật tiến vào Thẩm Dương trong Sự kiện Phụng Thiên

Nhật Bản hiện diện tại Trung Quốc, Triều Tiên và các quốc gia khác tại Đông Nam Á là vì thiếu các nguồn tài nguyên một cách trầm trọng. Nhật cần các nguồn tài nguyên này để tiếp tục phát triển và đẩy mạnh công nghiệp hóa nhanh chóng. Sau khi chiếm các vùng lãnh thổ của các nước này, Nhật bắt đầu tranh chấp lãnh thổ viễn đông của Nga và khởi sự xâm chiếm phía đông Mông Cổ.
Nhật chuyển sang thể thức chính quyền tương tự như chính quyền phát xít vì kết quả của thời kỳ Đại khủng hoảng. Mặc dù kiểu chính quyền dị biệt này giống như kiểu phát xít nhưng có nhiều điểm khác nhau với chính quyền phát xít nên được đặt tên là chủ nghĩa quốc gia Nhật Bản.
Không giống chế độ của Adolf Hitler và Benito Mussolini, Nhật Bản có hai mục tiêu kinh tế trong phát triển đế quốc. Trước tiên, ngành công nghiệp quân sự nội địa được kiểm soát chặt chẽ được dùng để khởi động kinh tế quốc gia trong suốt thời kỳ Đại khủng hoảng. Nhật buộc phải nhập cảng các nguyên liệu như sắt, dầu hoả và than đá vì thiếu các tài nguyên thiên nhiên ở trong nước để duy trì tăng trưởng mạnh trong ngành công nghiệp. Đa số các nguyên liệu đến từ Hoa Kỳ. Kết quả là vì kế hoạch phát triển công nghiệp quân sự này và vì sự tăng trưởng công nghiệp của Nhật, các lý thuyết về trọng thương thắng thế. Người Nhật cảm thấy rằng các thuộc địa giàu tài nguyên cần bị giành lại từ tay các cường quốc châu Âu. Trước đây Triều Tiên (1910) và Đài Loan (1895) đã bị sáp nhập chính yếu như các thuộc địa nông nghiệp. Ngoài Triều Tiên và Đài Loan, Nhật đặt mục tiêu chính vào các mỏ sắt và than của Mãn Châu, cao su của Đông Dương và nguồn tài nguyên nông nghiệp của Trung Hoa.
Nhật Bản xâm lược Trung Quốc vào năm 1937. Đảng Cộng sản của Mao Trạch Đông đã đề nghị Quốc dân đảng của Tưởng Giới Thạch ngừng nội chiến, và thành lập Quốc - Cộng hợp tác chống Nhật. Trong năm đó, thủ đô Quốc dân đảng là Nam Kinh rơi vào tay quân Nhật. Biến cố được biết đến với cái tên là thảm sát Nam Kinh xảy ra trong mùa đông năm 1937 và ước lượng có đến gần 300.000 người, đa số là dân thường bị giết chết.

#### Mãn Châu
Bài chi tiết: Nhật Bản xâm lược Mãn Châu
Trước sự kháng cự yếu ớt, Nhật xâm lược và thôn tính được Mãn Châu năm 1931. Nhật tuyên bố cuộc xâm lăng đó là sự giải phóng Mãn Châu khỏi người Trung Quốc cũng như họ từng tuyên bố sự sáp nhập Triều Tiên là hành động bảo hộ. Nhật liền khi đó dựng lên một chính quyền bù nhìn gọi là Mãn Châu quốc và đưa cựu hoàng đế Trung Quốc là Phổ Nghi làm quốc trưởng. Nhiệt Hà, lãnh thổ giáp ranh Mãn Châu quốc cũng bị chiếm vào năm 1933.

#### Malaysia
Trận chiến Malaya (hiện thời là Malaysia) là cuộc xung đột giữa quân đội Khối Liên hiệp Anh bao gồm Anh, Ấn Độ, Úc và Malaya từ lực lượng liên bang Malaya và quân đội Thiên hoàng bắt đầu từ ngày 8 tháng 12 năm 1941 cho đến ngày 31 tháng 1 năm 1942 trong Chiến tranh thế giới thứ hai. Kết quả là Nhật giành thắng lợi và bắt đầu chiếm đóng Malaya.

#### Thái Lan
Tháng 6 năm 1940, Nhật ký hiệp ước hữu hảo với Thái Lan, kích động Thái Lan mâu thuẫn với Pháp và tạo nên nguy cơ chiến tranh Xiêm-Pháp (năm 1940).

#### Việt Nam
Lợi dụng tình hình chiến tranh đang nổ ra ở châu Âu, đế quốc Anh, Pháp đang phải tập trung lực lượng ở mẫu quốc nên những lãnh thổ thuộc địa ở Đông Nam Á là miếng mồi ngon cho Nhật để gạt tầm ảnh hưởng.
Ngày 14 tháng 4, Nhật gửi thông điệp cho Pháp đòi chiếm 8 sân bay ở Đông Dương.
Ngày 14 tháng 7, Nhật đòi Pháp để Nhật dùng 8 sân bay ở Nam Việt Nam và sử dụng cảng Sài Gòn và Cam Ranh.
Nhật mở cuộc tấn công Đông Dương ngày 22 tháng 9 quân Nhật tràn qua biên giới từ Long Châu vào Việt Nam và giao tranh quyết liệt với quân Pháp qua ngả Đồng Đăng. Giao tranh lan ra các đồn binh Pháp dọc biên giới. Quân Pháp bỏ chạy về Hà Nội. Nhật dần chiếm các vị trí trọng yếu như sân bay, trạm xe lửa, Hải Phòng và Hà Nội.
Ngày 23 tháng 7, Nhật ký với chính quyền Pháp tại Đông Dương hiệp định cho Nhật chiếm Việt Nam.
Mỹ phản ứng bằng cách ngừng đàm phán bí mật với Nhật và đóng băng tài sản Nhật.
Về sau, máy bay Nhật cất cánh từ Sài Gòn đã tiêu diệt hạm đội Anh tại Singapore; từ sân bay Gia Lâm máy bay Nhật thường xuyên sang ném bom Côn Minh cắt đường tiếp tế của Mỹ sang Trung Quốc qua Miến Điện.

#### Singapore

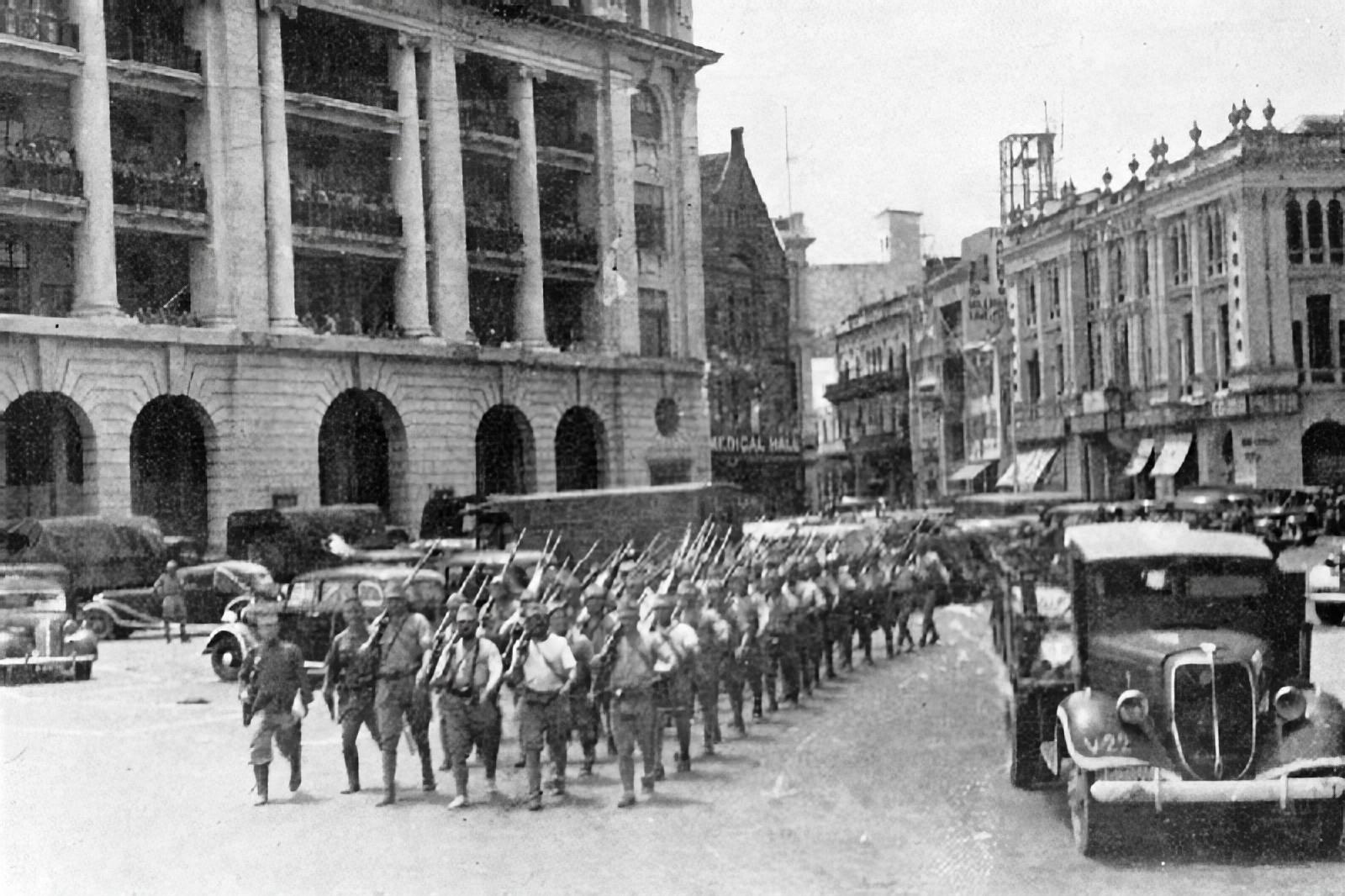
Quân chiến thắng tiến qua trung tâm thành phố (Hình của bảo tàng đế quốc về chiến tranh)

Trận chiến Singapore (hay trận Tân Gia Ba) là trận chiến xảy ra tại chiến trường Đông Nam Á trong Chiến tranh thế giới thứ hai khi Đế quốc Nhật xâm lược căn cứ chiến lược của phe Đồng Minh ở Singapore. Chiến sự kéo dài từ 7 tháng 2 đến 15 tháng 2 năm 1942 và kết quả là Singapore rơi vào tay quân Nhật sau khi tướng Anh là Arthur Percival đầu hàng. Đây là cuộc đầu hàng lớn nhất trong lịch sử của lực lượng quân sự chỉ huy bởi Anh, khoảng 80.000 quân Ấn Độ, Úc và Anh trở thành tù binh chiến tranh cùng với 50.000 bị bắt trong cuộc xâm chiếm Malaysia của Nhật.

#### Miến Điện
Bài chi tiết: Nhật Bản xâm chiếm Miến Điện
Quân Nhật cùng Thái Lan tràn vào Miến Điện thuộc Anh. Trong vòng 6 tháng (từ tháng 12 năm 1941 đến tháng 5 năm 1942), họ đã giành chiến thắng và chiếm đóng Miến Điện, còn Thái Lan chiếm được tiểu bang Shan. Đế quốc Anh buộc phải rút lui qua biên giới Ấn Độ.

#### Liên Xô
Ngày 13 tháng 4 năm 1941, Nhật và Liên Xô ký một hiệp ước trung lập không xâm phạm lẫn nhau, nhờ đó Nhật rảnh tay đối phó với Mỹ, Anh.

#### Mông Cổ
Biến cố bắt đầu vào ngày 11 tháng 5 năm 1939 khi một đơn vị kị binh Mông Cổ khoảng 70-90 người tiến vào vùng tranh chấp để tìm cỏ cho ngựa ăn thì gặp kị binh Mãn Châu quốc tìm cách đuổi họ ra khỏi vùng tranh chấp. Hai ngày sau lực lượng này của Mông Cổ trở lại và người Mãn Châu bất lực không thể đuổi họ ra khỏi vùng này.
Ngay thời điểm này quân đội Quan Đông Nhật bắt đầu nhập cuộc - một đơn vị trinh sát dưới quyền chỉ huy của Trung tá Yaozo Azuma - được phái đến để giao chiến với người Mông Cổ ngày 14 tháng 5, nhưng quân Mông Cổ rút lui về hướng tây sau một ít mất mát. Iosif Stalin ra lệnh cho Bộ Tổng tham mưu Hồng quân Liên Xô vạch ra một kế hoạch phản công chống lại quân Nhật. Georgi Konstantinovich Zhukov, một sĩ quan đầy hứa hẹn, được chọn để chỉ huy cuộc phản công.

#### Philippines

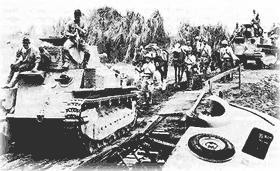
Đơn vị thiết giáp Nhật tại Bataan

Nhật tiến hành các vụ oanh kích vào các vị trí quân sự Mỹ trên đất Philippines tiếp sau vụ oanh tạc Trân Châu Cảng ngày 7 tháng 12 năm 1941. Ngày 10 tháng 12 Nhật đổ bộ vào bờ biển Philippines mở màn trận chiến Philippines. Đến lượt trận chiến này gây ra thêm hai trận chiến khác là trận Bataan và trận Corregidor. Khoảng tháng 1 năm 1942 tướng Douglas MacArthur và tổng thống Manuel Quezon bị buộc phải tháo chạy trước mũi tiến công của Nhật. Sự kiện này đã đánh dấu một trong những cuộc bại trận tệ hại nhất trong quân sử Hoa Kỳ và bỏ lại trên 70.000 tù nhân chiến tranh Mỹ và Philippines trong tay Nhật. Hàng chục ngàn tù binh chết sau đó trên đường áp giải được biết sau này với cái tên Cuộc hành quân chết chóc Bataan.

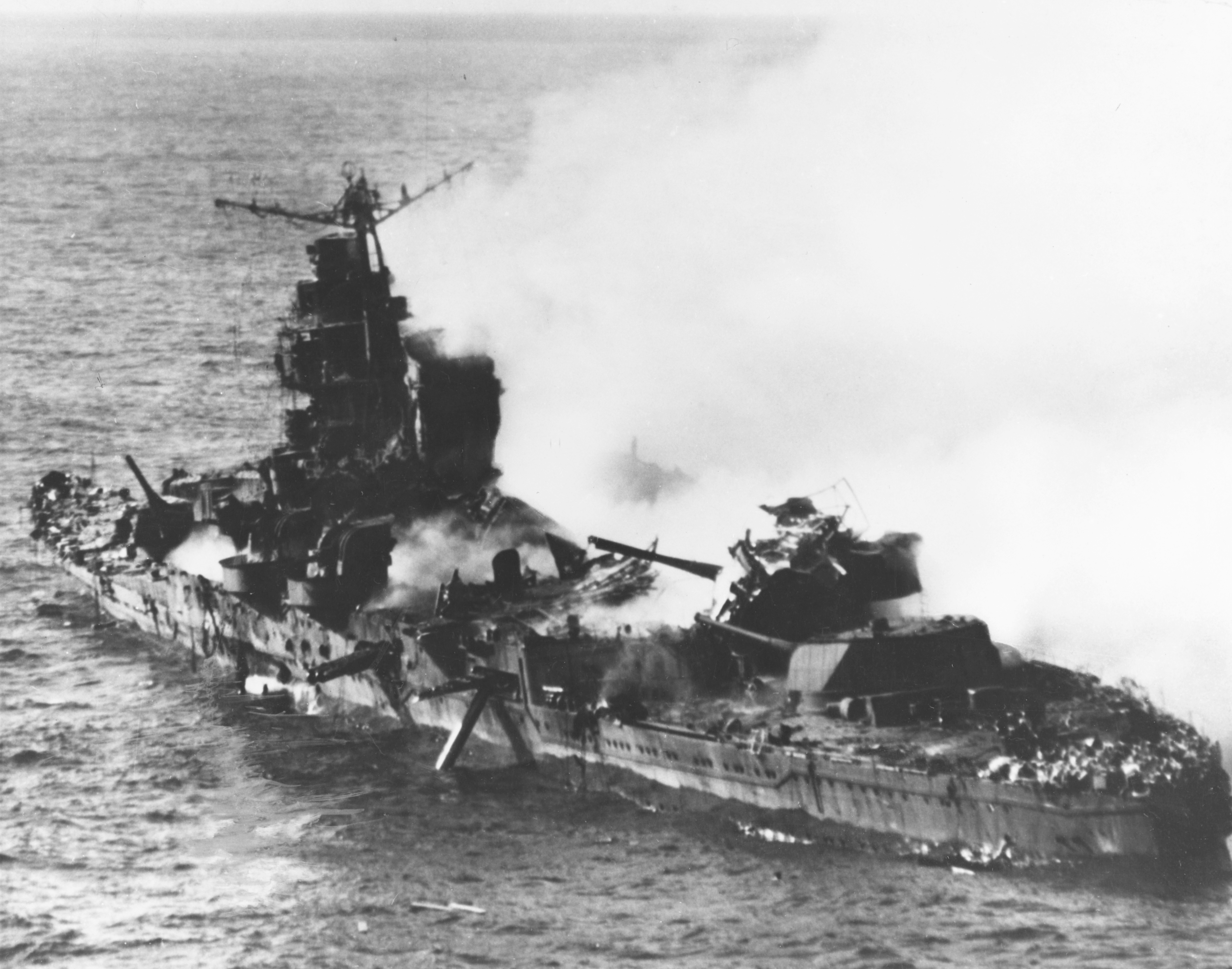
Tuần dương hạm Mikuma của Nhật ngay trước khi chìm trong trận Midway

Quân luật Đế quốc Nhật tồn tại trên hai năm. Nó được đánh dấu với cuộc kháng chiến của một số quân nổi dậy và sự thống khổ to lớn của nhân dân Philippines. Các lực lượng nổi dậy nhập cuộc với quân đội của tướng MacArthur ngày 19 tháng 10 năm 1944, và chiến dịch Philippines 1944-45 thành công tốt đẹp. Chiến sự kết thúc với sự ký kết đầu hàng của Nhật ngày 2 tháng 9 năm 1945.

#### Úc

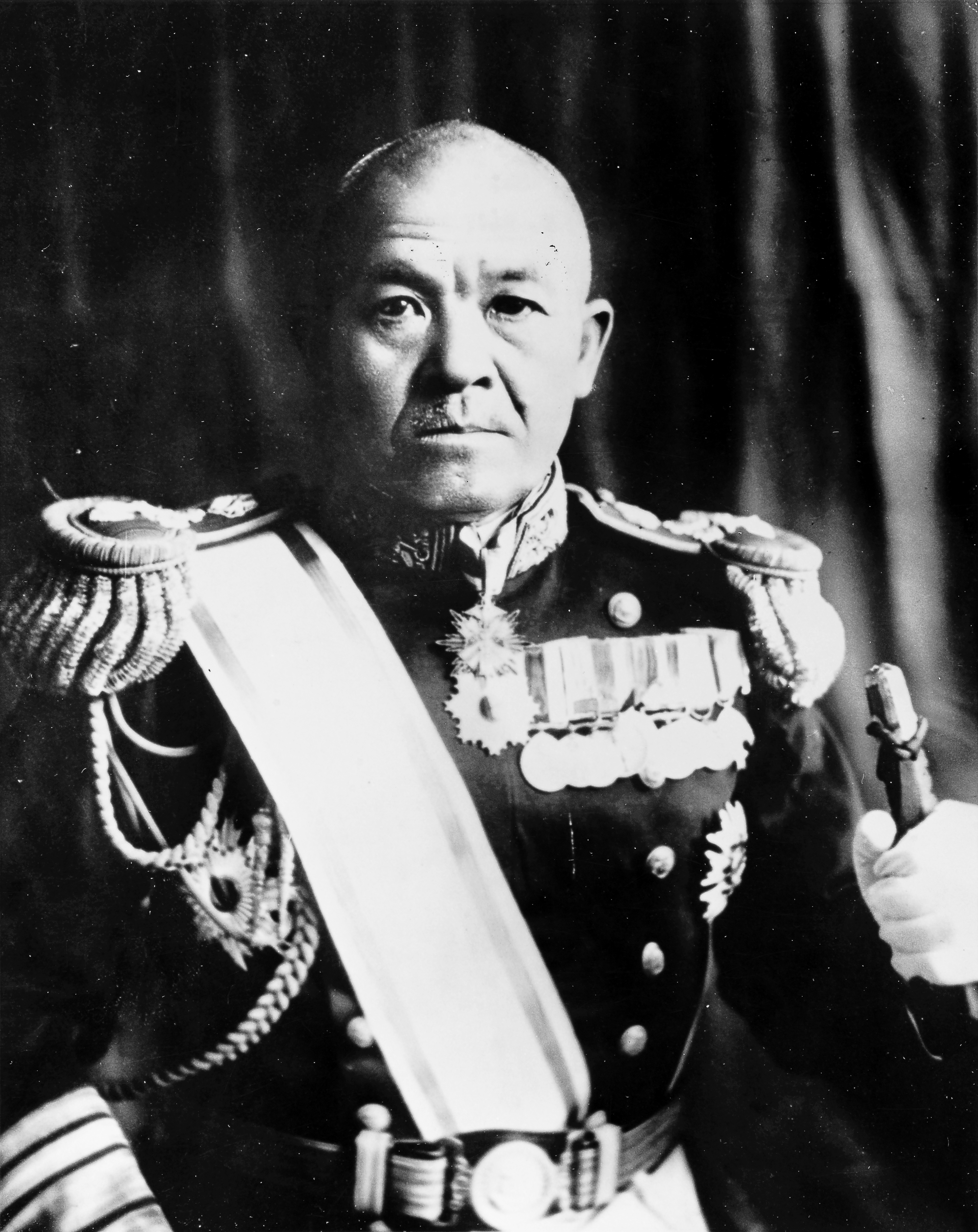
Phó đô đốc Chuichi Nagumo, chỉ huy trưởng cuộc oanh kích Darwin và tấn công Trân Châu cảng

Không quân Nhật Bản oanh tạc thành phố Darwin ngày 19 tháng 2 năm 1942. Đây là lần đầu tiên nước Úc bị một quốc gia khác tấn công và là một sự kiện quan trọng trên chiến trường Thái Bình Dương trong Chiến tranh thế giới thứ hai.
Biến cố này thường được gọi là "Trân Châu Cảng của Úc". Mặc dù nó chỉ là mục tiêu không mấy đáng kể nhưng số bom được thả xuống Darwin nhiều hơn số bom được sử dụng trong cuộc tấn công Trân Châu Cảng. Tương tự như Trân Châu Cảng, thành phố Úc này cũng chưa sẵn sàng và bị tấn công bất ngờ. Mặc dù thành phố này bị Nhật Bản không kích thêm 63 lần nữa trong năm 1942 và 1943, cuộc không kích vào ngày 19 tháng 2 gây nhiều thiệt hại nhất.

#### Hoa Kỳ và trận Trân Châu Cảng

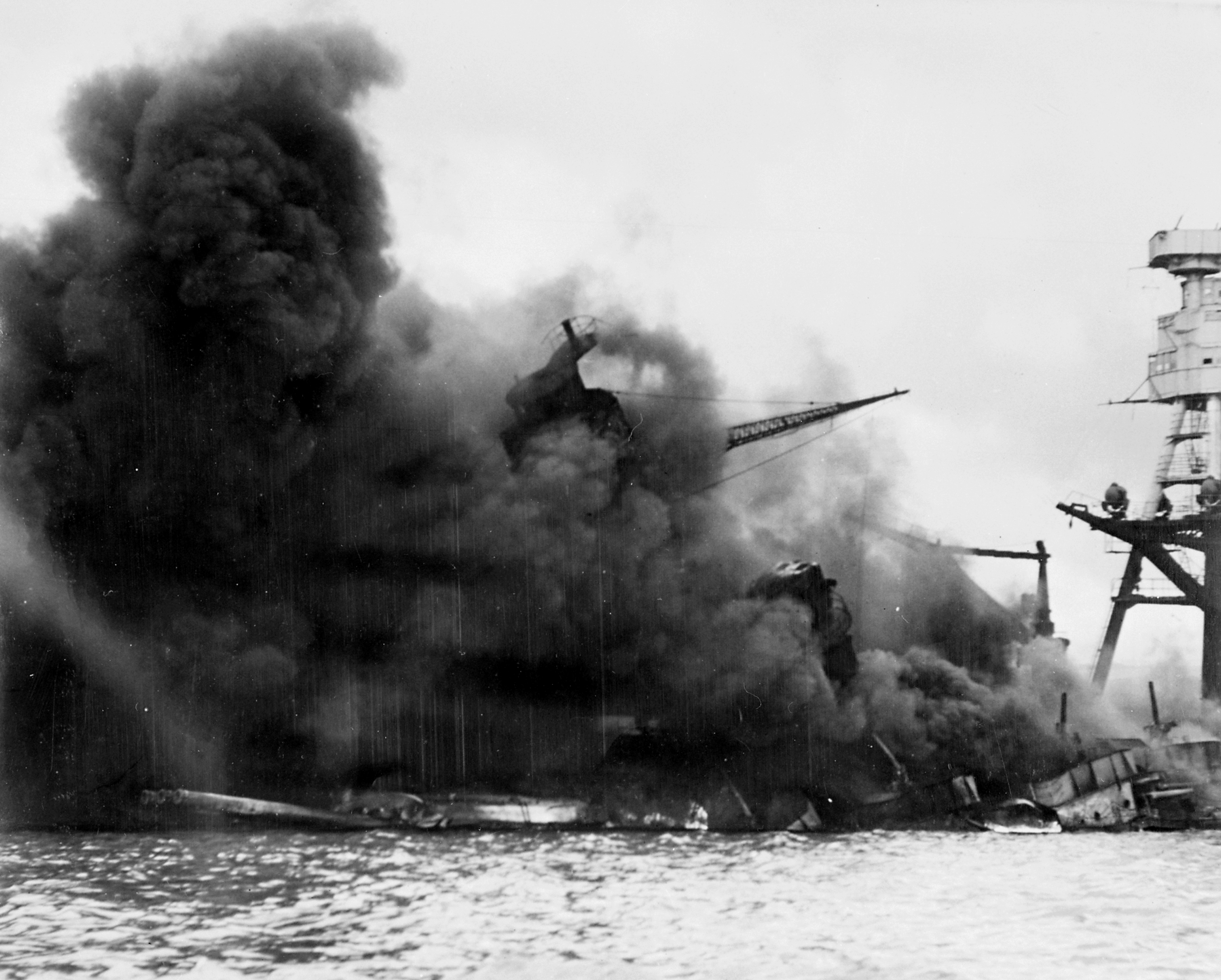
Tàu USS Arizona chìm

Sự kiện Đức gây chiến ở châu Âu thúc đẩy Nhật nam tiến. Mỹ là cản trở chính đối với Nhật tại mặt trận Thái Bình Dương. Mỹ luôn gây sức ép để cản trở Nhật vươn tầm ảnh hưởng. Mỹ viện trợ cho Trung Quốc qua đường Đông Dương và Miến Điện để Nhật càng sa lầy tại Trung Quốc.
Tính đến tháng 11 năm 1939, Mỹ đã gửi 382 công hàm kháng nghị Nhật. Mỹ tăng viện trợ cho Chính phủ Tưởng Giới Thạch chống Nhật và không thừa nhận Chính phủ Uông Tinh Vệ thân Nhật. Đồng thời Mỹ chiếm Philippines làm thuộc địa và quan tâm đến tài nguyên vùng Đông Nam Á, và việc Nhật tiến hành nam tiến sẽ đe doạ lợi ích của Mỹ.
Ngoài ra, Mỹ còn tăng gấp đôi lực lượng hải quân ở vùng này và tuyên bố Mỹ sẽ không để yên cho Nhật nam tiến. Để đối phó với chính sách xâm lược của Nhật, Mỹ ngày càng hạn chế xuất khẩu sang Nhật, gây khó khăn lớn cho chính sách nam tiến với hướng chính là Đông Dương và Indonesia. Phản ứng lại Nhật lập quan hệ đồng minh với Đức, Ý để nhằm vào Mỹ, đồng thời Nhật chuẩn bị phối hợp với Đức chiếm Singapore, thuộc địa của Anh, đồng minh thân cận của Mỹ.
Tháng 11 năm 1940, Tư lệnh Hạm đội Liên hợp, đại tướng hải quân đô đốc Isoroku Yamamoto, nhân vật số ba ở Nhật (sau Thiên Hoàng và Thủ tướng), cùng Bộ trưởng Hải quân bàn kế hoạch đánh úp Trân Châu Cảng, một dự định tuyệt mật chỉ hai người này biết.
Ngày 13 tháng 4 năm 1941, Nhật và Liên Xô ký Hiệp ước trung lập không xâm phạm lẫn nhau, nhờ đó Nhật rảnh tay đối phó với Mỹ, Anh trong việc Nam tiến. 10 ngày sau khi Đức tấn công Liên Xô, Chính phủ Nhật thông qua quyết định chiếm Đông Nam Á dù phải đánh nhau với Mỹ. Nhưng để che mắt Mỹ, Nhật bày trò đàm phán bí mật với Mỹ.
Sự kiện Nhật ép Pháp nhượng Đông Dương khiến Mỹ phản ứng bằng cách ngừng đàm phán bí mật với Nhật và đóng băng tài sản Nhật, ngừng bán dầu cho Nhật. Anh và Hà Lan cũng làm theo. Việc Mỹ cấm vận tuy không lập tức gây khó khăn vì Nhật đã dự trữ dầu đủ dùng trong 2 năm, nhưng về lâu dài là bất lợi.
Tháng 9 năm 1941, Chính phủ Nhật thông qua quyết định phát động chiến tranh Thái Bình Dương.
Ngày 5 tháng 11 năm 1941, Nhật quyết định phải chuẩn bị chiến tranh với Mỹ, Anh và Hà Lan nếu trước ngày 1 tháng 12 năm 1941 các yêu cầu của Nhật không được đáp ứng. Các yêu cầu Nhật nêu ra trong cuộc đàm phán với Mỹ từ tháng 4 năm 1941: 
- Để Nhật chiếm Trung Quốc và Đông Nam Á
- Mỹ và Anh không được tăng cường lực lượng trong vùng châu Á - Thái Bình Dương
- Mỹ bán cho Nhật các thứ hàng Nhật cần.

Rõ ràng, Mỹ không thể đồng ý với các yêu cầu đó. Vì vậy ngày 1 tháng 12, Nội các Nhật chính thức quyết định khai chiến với Mỹ, Anh, Hà Lan. Thật ra, ngay từ ngày 26 tháng 11, một hạm đội hùng hậu đã bí mật rời Nhật Bản tiến về Trân Châu Cảng (cách Nhật 6000 km, cách bờ biển phía Tây nước Mỹ 3000 km).
Hải quân Đế quốc Nhật Bản đã bất ngờ tấn công Trân Châu Cảng ở Oahu, Hawaii sáng ngày 7 tháng 12 năm 1941. Lực lượng gồm 6 tàu sân bay, 2 thiết giáp hạm, 3 tàu tuần dương, 11 tàu khu trục, 3 tàu ngầm cùng 423 máy bay hải quân, ngoài ra còn 27 tàu ngầm đi trước trinh sát. Hạm đội Thái Bình Dương của Hải quân Hoa Kỳ và các lực lượng Không lực Hoa Kỳ và Thủy quân lục chiến bảo vệ đã chịu thất bại nặng nề. Mục đích đầu tiên của cuộc tấn công là nhằm vô hiệu hóa Hoa Kỳ đủ lâu để Nhật Bản có thể thiết lập đế quốc Đông Nam Á đã được trù tính từ lâu và tạo ra vùng đệm phòng thủ. Dư luận Mỹ coi cuộc tấn công của Nhật là một hành động xảo trá và đã đồng lòng chống lại đế quốc Nhật, dẫn tới việc Hoa Kỳ tham chiến cùng phe Đồng Minh trong Chiến tranh thế giới thứ hai.

## Tội ác chiến tranh

### Thảm sát Túc Thanh
Khi quân Nhật chiếm được Singapore, các sĩ quan của quân đội Nhật Bản đã lo ngại về số người Hoa địa phương. Quân đội Đế quốc Nhật đã ý thức được rằng Hoa kiều rất trung thành với Anh hoặc Trung Quốc với việc những người Hoa giàu có đã cung cấp tài chính cho Tưởng Giới Thạch trong Chiến tranh Trung-Nhật lần thứ hai sau khi Nhật Bản xâm chiếm Trung Quốc tháng 7 năm 1937. Thẩm quyền quân sự dưới quyền chỉ huy của tướng Tomoyuki Yamashita đã quyết định một chính sách loại trừ những thành phần có đầu óc chống Nhật.
Ngay sau khi Singapore thất thủ, Trung tá Masayuki Oishi chỉ huy trưởng đơn vị hiến binh số hai chiếm dụng các văn phòng của dinh thự tòa án tối cao. Singapore bị chia ra thành những tiểu phân khu, mỗi phân khu được kiểm soát bởi một sĩ quan hiến binh. Người Nhật thiết lập các trung tâm thanh lọc cố định khắp các nơi trên thuộc địa. Mục đích là để thu thập và thanh lọc các nam nhân gốc Trung Quốc từ 18 đến 50 tuổi và loại trừ những ai mà họ cho là chống Nhật. Những ai vượt qua được thanh lọc sẽ nhận được một mẫu giấy có ghi "Đã thanh lọc" hoặc được đóng dấu mực vào tay và áo của họ. Những ai không qua được thanh lọc sẽ bị đóng dấu các hình tam giác. Có sẵn xe cam nhông gần các trung tâm thanh lọc để đưa những thành phần chống Nhật đến với thần chết. Quân đội Nhật chọn những địa điểm xa xôi như Changi, Punggol, Blakang Mati và Bedok để thực hiện việc hành quyết. Có những nạn nhân bị quăng ra khỏi boong tàu hoặc bị bắn chết bằng súng máy rơi xuống bến cảng.

### Thảm sát Nam Kinh
Vụ Thảm sát Nam Kinh là tội ác chiến tranh ghê tởm nhất của quân Nhật trong Chiến tranh thế giới thứ hai. Quân Nhật đã tiến hành một cuộc thảm sát đẫm máu ở xung quanh và trong Nam Kinh, Trung Quốc vào ngày 13 tháng 12 năm 1937. Thời gian kéo dài của cuộc thảm sát thì không rõ lắm mặc dù sự tàn sát này đã kéo dài suốt đến 6 tuần sau đến đầu tháng 2 năm 1938. Quy mô của sự tàn ác đang được tranh cãi gay gắt từ tuyên bố của quân đội Nhật tại Tòa án quân sự quốc tế Viễn Đông rằng những người bị giết là quân nhân và rằng "không có sự tàn sát nào" cho đến con số của Trung Quốc tuyên bố là số nạn nhân dân sự lên đến 300.000 người. Phương Tây có xu hướng tin theo con số thống kê do phía Trung Quốc công bố với nhiều nguồn trích dẫn phương Tây đưa ra con số 300.000 nạn nhân. Điều này một phần là do sự thành công về mặt thương mại của cuốn sách Thảm sát Nam Kinh của Iris Chang, đã dựng lên vũ đài cho các cuộc tranh cãi về vấn đề này tại phương Tây; và tồn tại nhiều tư liệu ghi chép bằng ảnh chụp phong phú khác về những cơ thể bị cắt xẻo của phụ nữ và trẻ em.

### Đơn vị 731
Đơn vị 731 là một đơn vị thí nghiệm y khoa của hoàng quân Nhật Bản hoạt động trong bóng tối tiến hành nghiên cứu chiến tranh sinh học qua thí nghiệm trên con người trong Chiến tranh Trung-Nhật lần thứ hai (1937-1945) và Chiến tranh thế giới thứ hai. Trá hình là một đơn vị làm tinh khiết nước uống, có bản doanh ở khu Bình Phòng thành phố đông bắc Cáp Nhĩ Tân, phần đất thuộc quốc gia bù nhìn Mãn Châu. Đơn vị 731 chính thức được biết đến với tên gọi bộ chính trị hiến binh và phòng nghiêm cứu ngăn ngừa dịch bệnh.
Hơn chục ngàn người cả dân sự lẫn quân sự gốc Trung Hoa, Triều Tiên, Mông Cổ, Liên Xô là đối tượng thí nghiệm của đơn vị 731. Một số tù binh chiến tranh phe Đồng Minh cũng chết về tay của đơn vị 731. Ngoài ra, cuộc nghiên cứu về vũ khí sinh học của đơn vị 731 gây hậu quả là cả chục ngàn người chết ở Trung Hoa – có thể lên đến 200.000 qua vài ước tính.
Đơn vị 731 là một trong nhiều đơn vị được sử dụng để nghiên cứu chiến tranh sinh học; các đơn vị khác như đơn vị 516 (Tề Tề Cáp Nhĩ), đơn vị 543 (Hải Lạp Nhĩ), Đơn vị 773 (Songo), Đơn vị 100 (Trường Xuân), Đơn vị 1644 (Nam Kinh), Đơn vị 1855 (Bắc Kinh), Đơn vị 8604 (Quảng Châu), Đơn vị 200 (Mãn Châu quốc) và Đơn vị 9420 (Singapore).
Nhiều nhà khoa học từng cộng tác với đơn vị 731 thăng tiến nhanh chóng nghiệp vụ trong chính trị, học tập và thương mại. Một số bị quân Xô Viết bắt được và bị truy tố tại các phiên xử tội ác chiến tranh Khabarovsk; Một số khác đầu hàng quân đội Mỹ và được ân xá để đổi lấy những tài liệu quan trọng.
Vì tính tàn bạo của nó, những hành động của đơn vị 731 được xem là tội ác chiến tranh.

### Các tội ác khác
- Nạn đói năm Ất Dậu xảy ra tại miền Bắc Việt Nam trong khoảng từ tháng 10 năm 1944 đến tháng 5 năm 1945 làm khoảng từ 400.000 đến 2 triệu người dân chết đói.
- Phụ nữ giải khuây (ủy an phụ): ước tính có đến 200.000 phụ nữ bị bắt từ Triều Tiên, Trung Quốc, Philippines và các nước châu Á khác làm nô lệ tình dục cho quân đội Nhật trong Chiến tranh thế giới thứ hai.
- Đường tử thần Bataan: là tội ác quân đội Nhật gây ra lúc quân Nhật chiếm được Bataan, Philippines và áp giải tù binh Mỹ và Philippines từ Bataan về trại O'Donnell. Tù binh bị áp giải đi bộ, bị ngược đãi, đánh đập và bị bỏ đói trên đoạn đường dài trên 100 km. Ước tính có từ 5.000-10.000 tù binh Philippines và từ 600-650 tù binh Mỹ chết trước khi đến được trại O'Donnell.

## Con đường đến thất bại

### Những chiến bại quan trọng
Các chiến lược gia quân sự Nhật Bản biết rất rõ sự không cân xứng bất lợi về phía họ giữa tiềm năng kỹ nghệ của họ và của Hoa Kỳ. Vì lý do này người Nhật cho rằng sự thành công của họ là khả năng chiếm ưu thế chiến lược bằng cách chiến thắng mang tính chiến lược tại Trân Châu cảng. Chỉ khi nào Hạm đội Thái Bình Dương Hoa Kỳ bị tiêu diệt và người Nhật chiếm được các tiền đồn xa xôi của Hoa Kỳ thì mới có hy vọng là đế quốc Nhật Bản không bị sức mạnh kỹ nghệ của Hoa Kỳ đè bẹp. Tuy nhiên vào tháng 5 năm 1942, sự thất bại trong nỗ lực có tính cách quyết định đánh bại Đồng Minh ở trận biển Coral, mặc dù chiếm ưu thế hơn về lực lượng, đã đưa đến kết cuộc thảm bại chiến lược cho Đế quốc Nhật Bản. Tiếp theo đó là một cuộc bại trận thảm khốc hơn nữa vào tháng 6 năm 1942 khi Nhật mất đến 4 hàng không mẫu hạm tại trận Midway. Trận Midway là một sự bại trận mang tính quyết định cho Hải quân Đế quốc Nhật Bản và là một bước ngoặt của cuộc chiến. Những cuộc bại trận trước Đồng Minh tiếp theo diẽn ra ở chiến dịch Guadalcanal vào tháng 9 năm 1942 và New Guinea năm 1943 khiến Đế quốc Nhật chuyển sang thế phòng thủ cho đến kết thúc cuộc chiến. Đến năm 1944 quân Đồng Minh đã chiếm hoặc chế ngự được nhiều căn cứ chiến lược của Nhật bằng những cuộc đổ bộ và oanh tạc quy mô. Thêm vào đó, tàu ngầm của Đồng Minh cũng gây thiệt hại nặng cho đường hàng hải Nhật nên bắt đầu làm tê liệt nền kinh tế Nhật và khả năng tiếp tế cho quân đội Nhật. Vào đầu 1945 thủy quân lục chiến Hoa Kỳ cố giành quyền kiểm soát quần đảo Ogasawa trong nhiều trận đánh sinh tử như trận Iwo Jima đã đánh dấu sự khởi đầu một loạt các đảo của Nhật bị thất thủ.

### Kamikaze

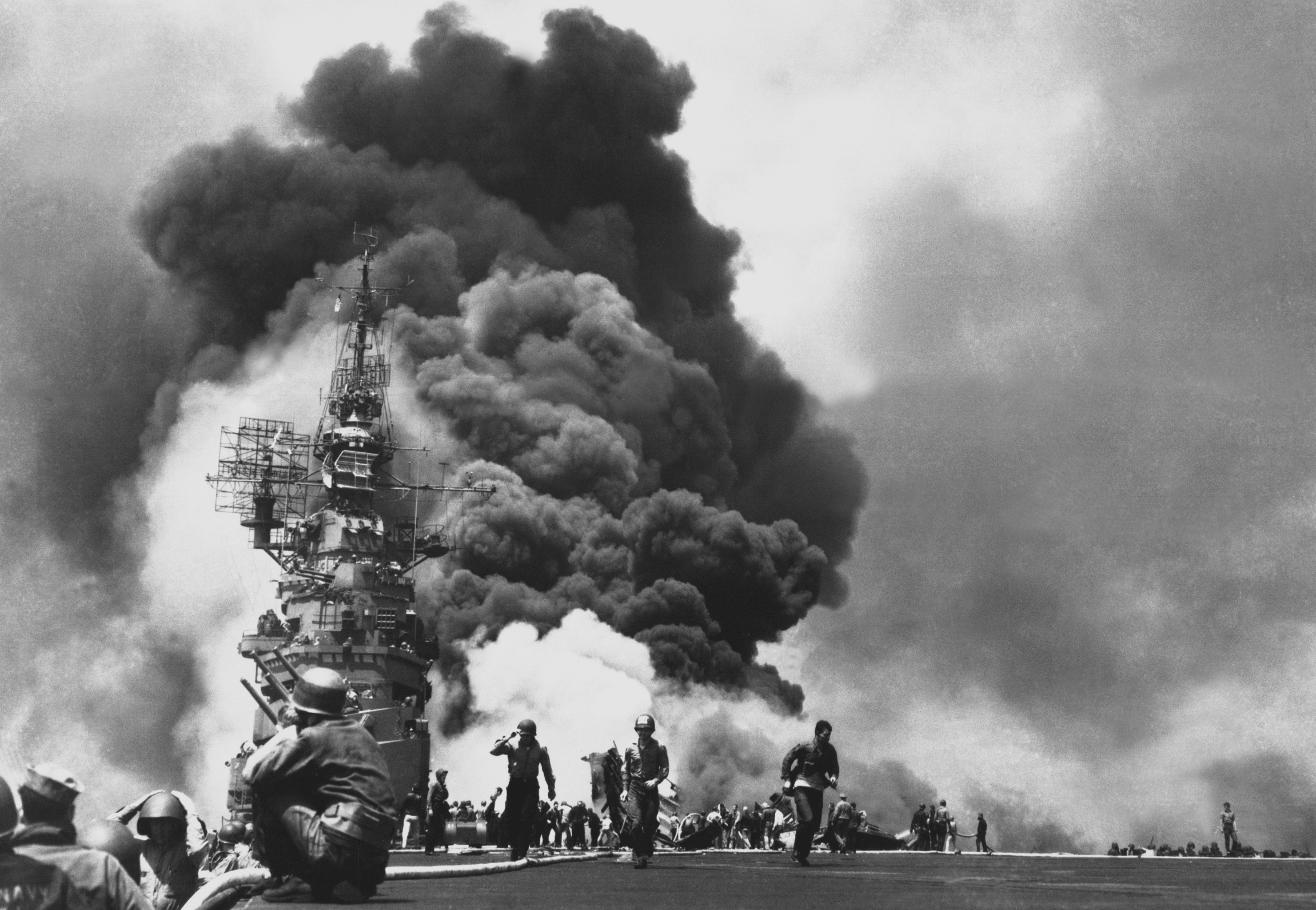
USS Bunker Hill bị máy bay của Ogawa Kyioshi và một thần phong khác đâm trúng (gần Kyushu ngày 11 tháng 5 năm 1945) làm 372 người chết trong thủy thủ đoàn 2.600 người

Trong năm 1943-44, lực lượng Đồng Minh được hậu thuẫn bởi sức mạnh kỹ nghệ và tài nguyên phong phú của Hoa Kỳ đã dần dần tiến công về phía đất Nhật Bản. Chỉ huy trưởng Asaiki Tamai kêu gọi một nhóm 23 học viên phi công xuất sắc mà Tamai trực tiếp đào tạo tình nguyện vào lực lượng xung kích đặc biệt. Tất cả các học viên đều đưa cả hai tay để tình nguyện vào chiến dịch. Sau đó Tamai yêu cầu Trung úy Yukio Seki làm chỉ huy cho lực lượng này. Theo lời kể lại thì Seki nhắm nghiền hai mắt lại, cúi đầu và suy nghĩ vài giây trước khi nói với Tamai: "xin cho tôi làm điều đó." Như vậy Seki trở thành thần phong thứ 24 được chọn cho sứ mạng cảm tử.
Phi đội Kamikaze đầu tiên do Phó đô đốc Takijiro Onishi thành lập và trận đánh chính thức đầu tiên có sự tham gia của phi đội này là trận Hải chiến vịnh Leyte vào tháng 10 năm 1944. Sau đó chiến thuật này được sử dụng trong nhiều trận đánh khác ở Thái Bình Dương nhưng nó được đưa lên hàng "quốc sách" là trong trận Okinawa từ tháng 4 đến tháng 6 năm 1945. Tại Okinawa, Nhật Bản đã sử dụng khoảng 4000 Thần phong để đánh đắm hơn 30 tàu các loại của hải quân Mỹ và làm 223 tàu khác bị thương. Tuy nhiên, chiến công ấy tuy lớn vẫn không xoay chuyển được tình hình tại Okinawa và cả cuộc chiến. Các cuộc tấn công Thần phong chính thức chấm dứt vào ngày 15 tháng 8 năm 1945, ngày Nhật Bản đầu hàng Đồng Minh.

### Bom nguyên tử

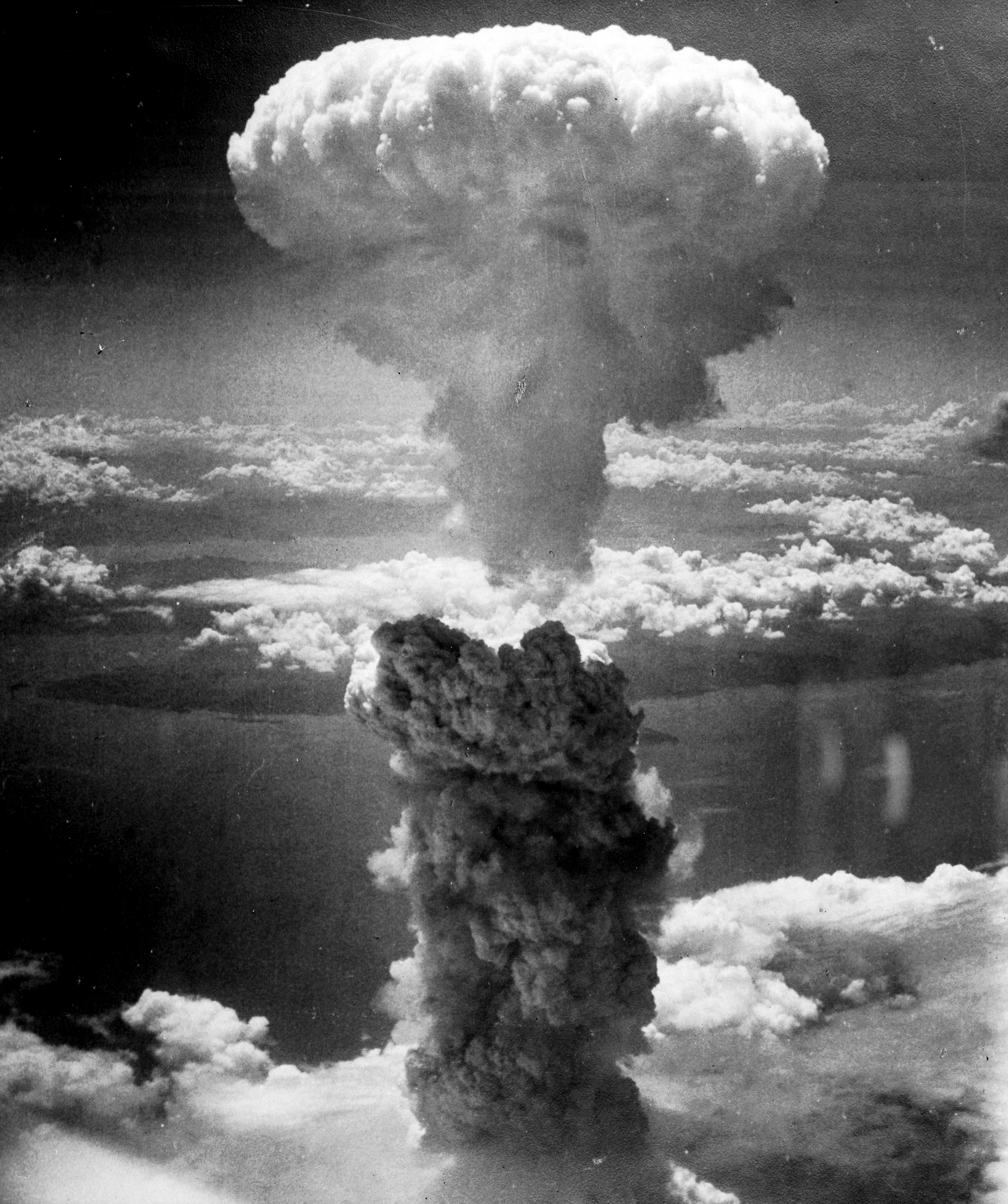
Bom nguyên tử được cho là giúp kết thúc chiến tranh sớm hơn chống đế quốc Nhật Bản

Sau khi kiểm soát được các sân bay ở Saipan và Guam vào mùa hè 1944, Hoa Kỳ đã thực hiện một chiến dịch oanh tạch trải thảm quy mô vào các thành phố của Nhật trong một nỗ lực hủy hoại kỹ nghệ và làm lung lay tinh thần của người Nhật. Những chiến dịch này gây ra thiệt hại nặng nề về nhân mạng cho hàng trăm ngàn người dân nhưng không khiến nước Nhật đầu hàng. Ngày 6 tháng 8 năm 1945, quả bom nguyên tử thứ nhất đã được thả xuống thành phố Hiroshima, Nhật Bản. Sau đó 3 hôm, ngày 9 tháng 8 năm 1945, quả bom thứ hai đã phát nổ trên bầu trời thành phố Nagasaki. Theo ước tính, 140.000 người dân Hiroshima và 74.000 người dân Nagasaki đã chết bởi hai vụ nổ cũng như bởi hậu quả của chúng. Các vụ ném bom nguyên tử này là lần đầu tiên và cũng hy vọng là lần cuối được sử dụng để chống một nước thù địch khác trong thời chiến.

## Bại trận, đầu hàng và thay đổi chính thể

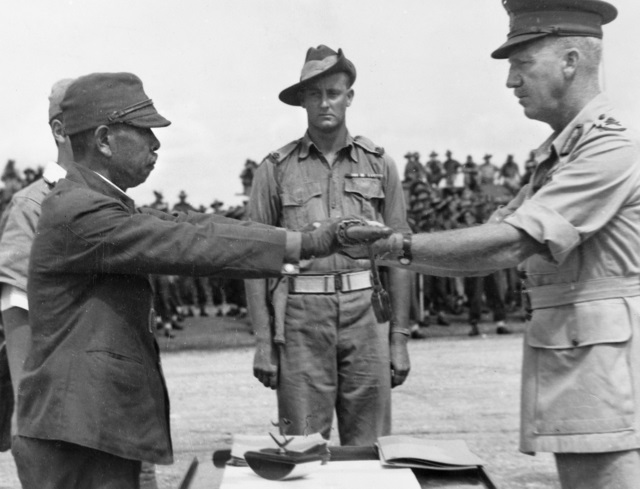
Tư lệnh Quân đoàn 18 Nhật tại New Guinea nộp gươm của mình đầu hàng tư lệnh Sư đoàn 6 Úc

Bảy ngày sau vụ ném bom nguyên tử xuống Hiroshima và Nagasaki, Đế quốc Nhật Bản ký giấy đầu hàng vô điều kiện và kết thúc chiến tranh với phe Đồng Minh bằng tuyên bố Potsdam.
Thiên hoàng Hirohito nói:
| “          | Hơn nữa quân thù đã bắt đầu đem ra sử dụng loại bom kinh khủng mới nhất, mà sức tàn phá thực sự khó lường của nó đã gây ra cái chết của nhiều sinh mạng vô tội. Nếu chúng ta tiếp tục chống trả, không chỉ quốc gia Nhật Bản bị sụp đổ nhanh chóng và bị tiêu diệt, mà có thể dẫn đến sự tuyệt chủng hoàn toàn văn minh của loài người. Nếu điều đó xảy ra, Trẫm sẽ phải cứu lấy hàng triệu con dân như thế nào và trả lời ra sao trước vong linh của liệt tổ hoàng triều? Chính vì lý do này Trẫm đã ra lệnh chấp nhận các điều khoản trong tuyên bố chung của các cường quốc. | ” |
| — Hirohito | |   |

Thiên hoàng còn nói tiếp rằng:
| “          | Mối quan hệ giữa Trẫm và các thần dân luôn luôn là dựa vào lòng tin và sự thương yêu lẫn nhau, chứ không phải dựa vào các huyền thoại và dị đoan. Quả nhân xin khẳng định rằng quan niệm về hoàng đế là thần thánh, và rằng người Nhật là dân tộc thượng đẳng so với các dân tộc khác và có trọng trách cai trị thế giới này là một quan niệm sai lầm. | ” |
| — Hirohito | |   |

### Thay đổi chính thể
Thời kỳ Nhật Bản bị chiếm đóng, chính quyền được gọi là Đế quốc Nhật Bản bị chính thức giải thể. Hoa Kỳ chiếm đóng Nhật Bản cùng với sự trợ giúp về kinh tế và chính trị tiếp tục tiến triển tốt đẹp cho đến thập niên 1950. Sau khi Đế quốc Nhật Bản bị giải thể, nước Nhật áp dụng một hệ thống chính trị nghị viện trong đó Thiên hoàng chỉ có quyền lực tượng trưng. Nhật Bản trở thành đồng minh thân thiện của Hoa Kỳ, Anh,... và là đồng minh kinh tế của nhiều quốc gia khác trên thế giới.
Tướng quân đội Hoa Kỳ Douglas MacArthur, tư lệnh tối cao lực lượng Đồng Minh tại tây nam Thái Bình Dương trong Chiến tranh thế giới thứ hai sau nầy có phát biểu về chính quyền mới và thời kỳ mới của Nhật Bản như sau:
| “                   | Kể từ khi chiến tranh nhân dân Nhật Bản đã trải qua một cuộc cải tổ lớn lao nhất được ghi trong lịch sử hiện đại. Bằng một ý chí đáng phục, sự hăng say học hỏi, khả năng hiểu biết đáng ghi nhận, họ đã từ đống tro tàn để lại sau cuộc chiến vươn lên thành những dinh thự đại diện cho sự siêu đẳng của tự do cá nhân và phẩm chất của con người; và trong tiến trình đang tiếp diễn đó sinh ra một chính quyền đại diện thật sự dấn thân vào sự thăng tiến phẩm chất chính trị, tự do kinh tế và công bằng xã hội. Nhật Bản ngày nay sánh ngang hàng về chính trị, kinh tế và xã hội với nhiều quốc gia tự do trên thế giới và sẽ không bao giờ để mất lòng tin với mọi người... Tôi đưa hết bốn sư đoàn quân chiếm đóng của chúng tôi vào mặt trận Triều Tiên mà không phải lo ngại một chút nào về hậu quả bỏ lại một khoảng trống quyền lực tại Nhật Bản. Kết cục sẽ chứng minh hoàn toàn niềm tin của tôi... | ” |
| — Douglas MacArthur | |   |

## Những nhân vật nổi bật

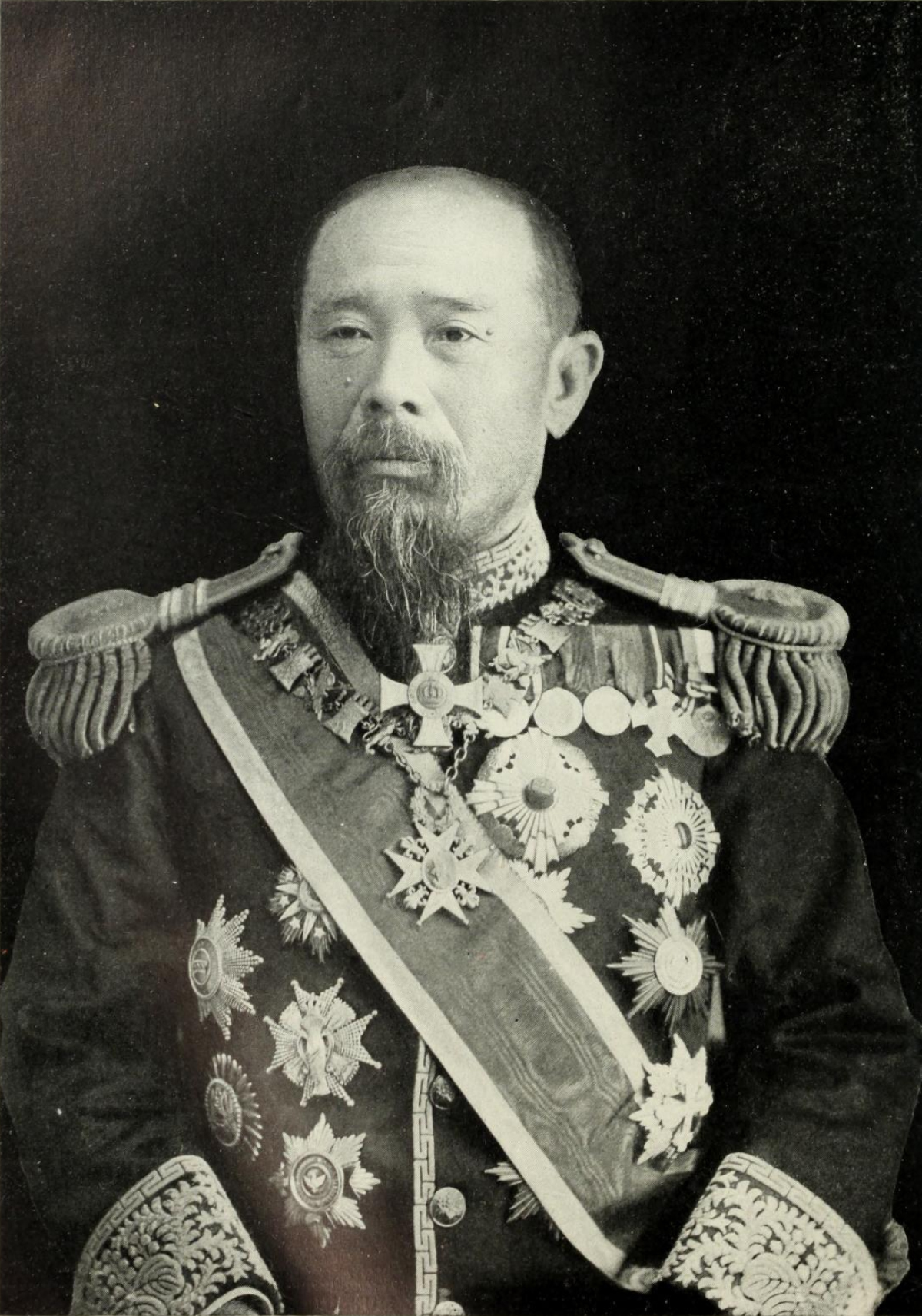
Thủ tướng Itō Hirobumi

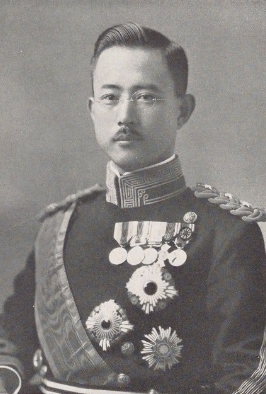
Hoàng tử Kitashirakawa Naruhisa, người đứng thứ 3 của một chi phụ của Hoàng tộc Nhật Bản.

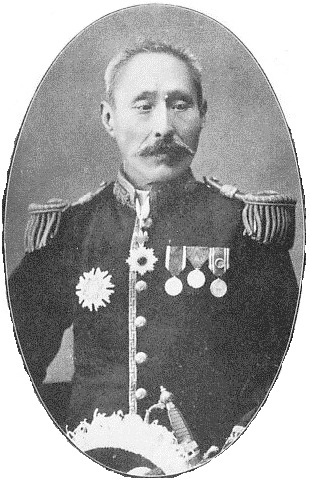
Hầu tước Michitsune Koga, một thành viên của Hoàng thất Nhật Bản và là cựu Thống đốc của Quận Tokyo

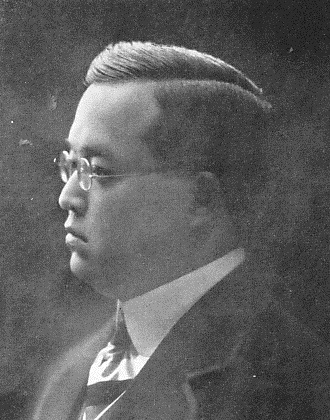
Bá tước Nagayoshi Ogasawara, một thành viên Hoàng tộc

### Những lãnh tụ chính trị nổi bật
Chính phủ Nhật Bản vốn bị phong trào chính trị của quân đội kiểm soát suốt Chiến tranh thế giới thứ hai, chính quyền dân sự trung ương được đặt dưới quyền quản trị của các quân nhân, các đảng viên dân sự cánh hữu, trong đó có thành viên quý tộc và hoàng gia.
Đứng đầu là Thiên hoàng - tổng chỉ huy tối cao các lực lượng vũ trang đế quốc, người đứng đầu quốc gia và chính quyền trung ương, là đại diện "dòng giống mặt trời", là Thiên hoàng của mọi người và chủ hoàng gia.

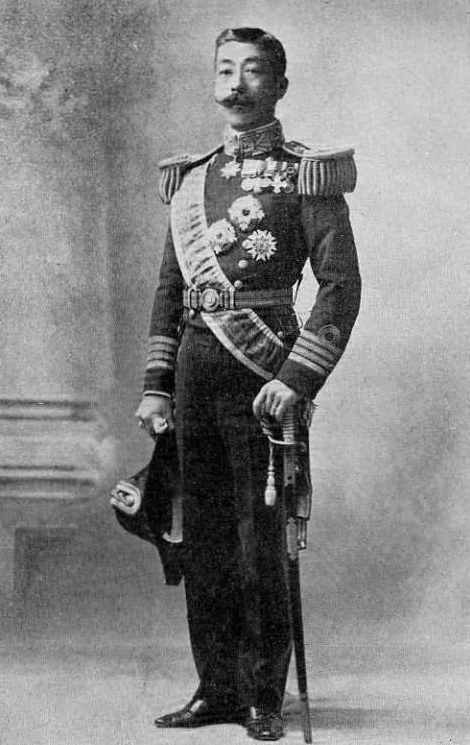
Hoàng tử Yorihito Higashi-Fushimi

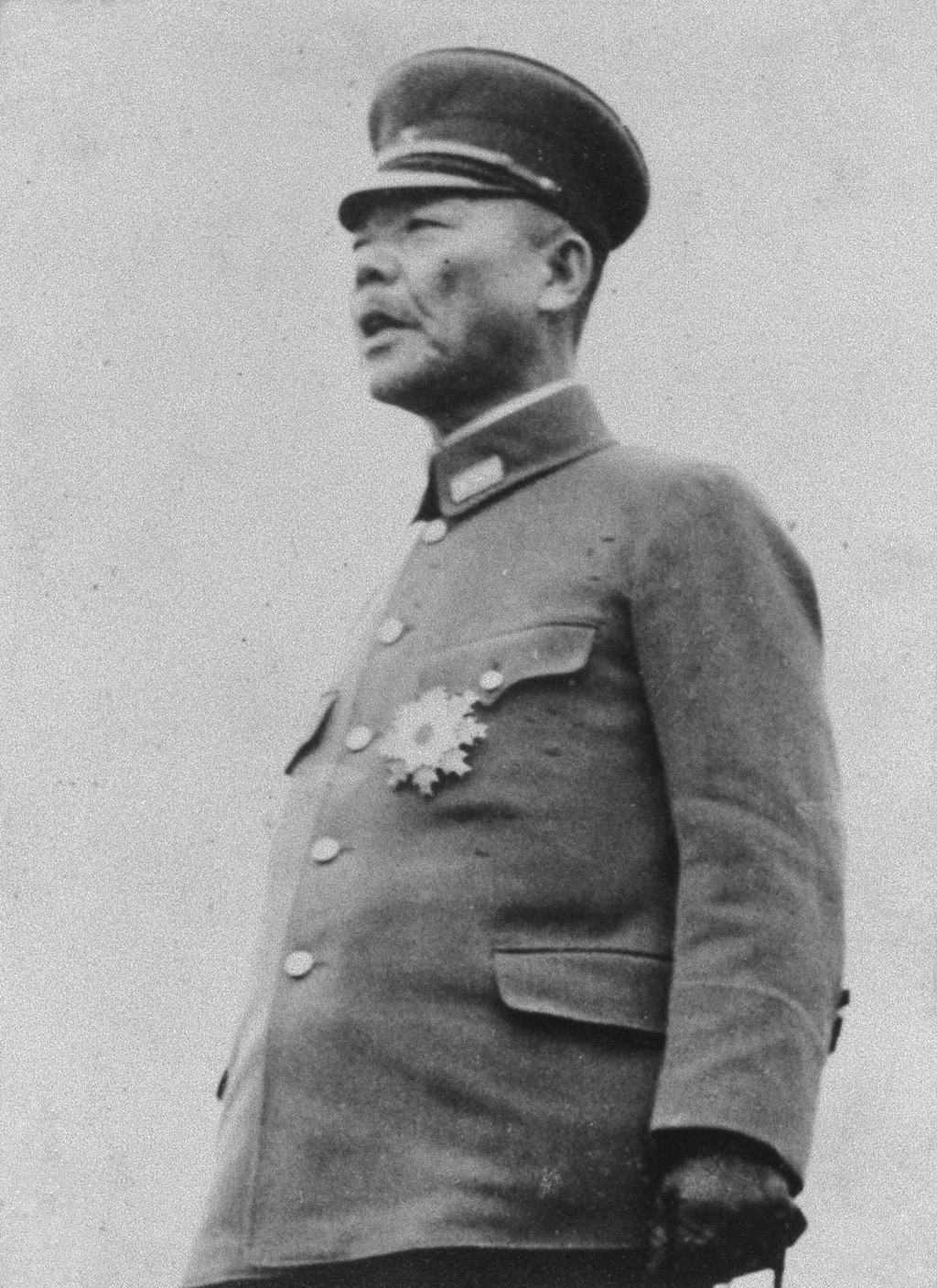
Thủ tướng kiêm tướng quân Kuniaki Koiso

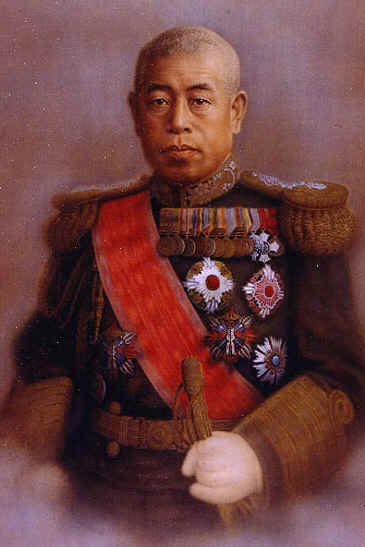
Đô đốc Isoroku Yamamoto

Thời kỳ đầu:
- Hoàng tử Yamagata Aritomo
- Hoàng tử Itō Hirobumi
- Hoàng tử Katsura Tarō

Thế chiến thứ hai:
- Hoàng tử Fumimaro Konoe
- Kōki Hirota
- Hideki Tojo

### Nhà ngoại giao
Thời kỳ đầu:
- Hầu tước Komura Jutarō: Giao thức Boxer & Hiệp ước Portsmouth
- Bá tước Mutsu Munemitsu: Hiệp ước Shimonoseki
- Đếm Hayashi Tadasu: Liên minh Anh-Nhật
- Bá tước Kaneko Kentarō: phái viên của Hoa Kỳ
- Tử tước Aoki Shūzō: Bộ trưởng Ngoại giao Nhật Bản, Hiệp ước thương mại và hàng hải Anh-Nhật
- Tử tước Torii Tadafumi: Phó lãnh sự của Vương quốc Hawaii
- Tử tước Ishii Kikujiro: Thỏa thuận Lansing-Ishii

Chiến tranh Thế giới II:
- Nam tước Hiroshi Ōshima: Đại sứ Nhật Bản tại Đức Quốc xã

### Quân đội
Quân đội Đế quốc Nhật Bản được chia thành hai binh chủng chính dưới quyền của Đế quốc Nhật Bản Đại bản doanh có trách nhiệm tiến hành tất cả các cuộc hành quân bao gồm các chỉ huy trưởng và người lãnh đạo quân sự.

#### Lục quân Đế quốc Nhật Bản

##### Thời kỳ đầu
- Nguyên soái Hoàng tử Yamagata Aritomo: Tham mưu trưởng Lục quân, Thủ tướng Nhật Bản, Người sáng lập IJA
- Nguyên soái Hoàng tử Ōyama Iwao: Tham mưu trưởng Lục quân
- Nguyên soái Hoàng tử Komatsu Akihito: Tham mưu trưởng Lục quân
- Nguyên soái Hầu tước Nozu Michitsura:
- Tướng quân Bá tước Nogi Maresuke: Thống đốc Đài Loan
- Tướng quân Bá tước Akiyama Yoshifuru: Tham mưu trưởng Lục quân
- Tướng quân Bá tước Kuroki Tamemoto
- Tướng quân Bá tước Nagaoka Gaishi
- Trung tướng Nam tước Ōshima Ken'ichi: Tham mưu trưởng Lục quân, Bộ trưởng Chiến tranh trong Thế chiến I
- Tướng quân Kodama Gentarō: Tham mưu trưởng Lục quân, Thống đốc Đài Loan

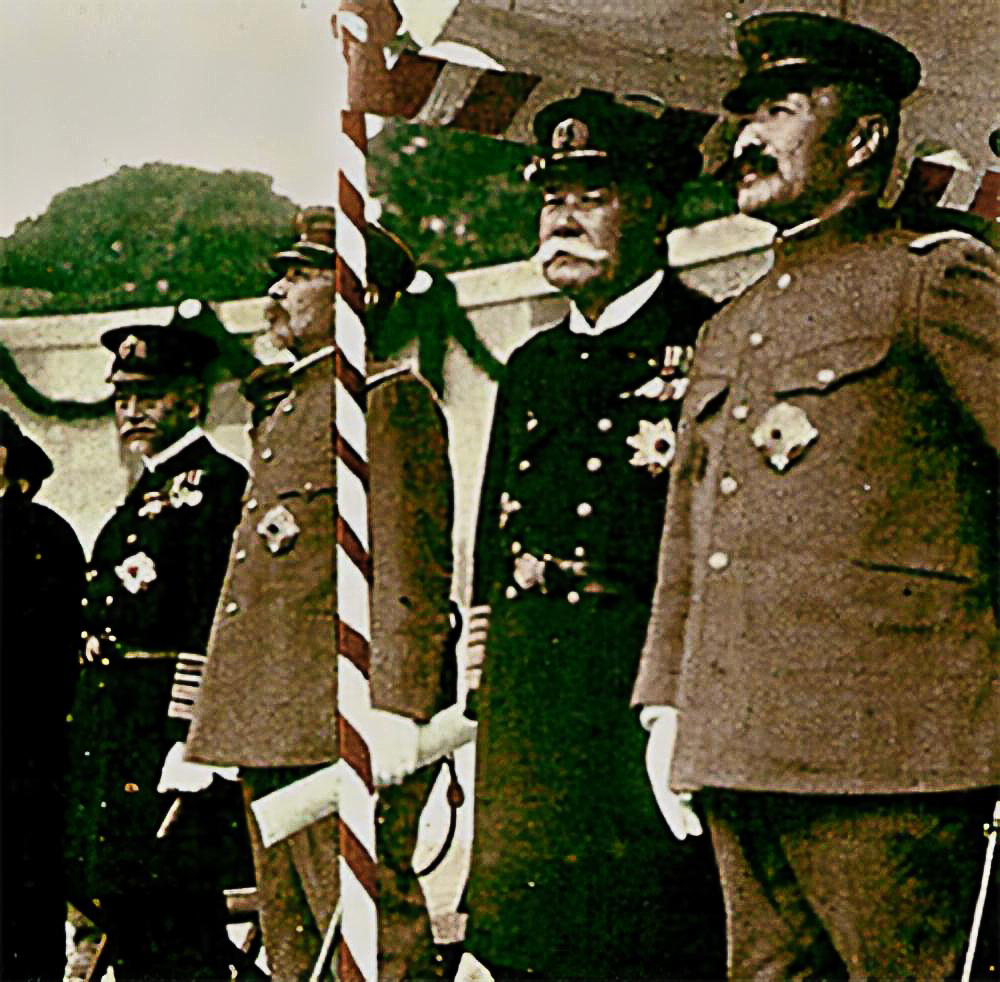
Từ trái sang phải: Thống đốc Hải quân Heihachirō Tōgō (1848-1934), Đại tướng quân đội Oku Yasukata (1847-1930), Thống đốc Hải quân Yoshika Inoue (1845-1929), Đại tướng quân đội Kageaki Kawamura (1850-1926), tại lễ khánh thành tượng đồng của Nguyên soái Lục quân Iwao Ōyama

##### Thế chiến II
- Nguyên soái Hoàng tử Kotohito Kan'in: Tham mưu trưởng Lục quân
- Nguyên soái Hajime Sugiyama: Tham mưu trưởng Lục quân
- Tướng quân Senjūrō Hayashi: Tham mưu trưởng Lục quân, Thủ tướng Nhật Bản
- Tướng quân Hideki Tōjō: Thủ tướng Nhật Bản
- Tướng quân Yoshijirō Umezu: Tham mưu trưởng Lục quân

#### Hải quân Đế quốc Nhật Bản

##### Thời kỳ đầu
- Đô đốc Hoàng tử Higashifushimi Yorihito (1867-1922)
- Đô đốc Hầu tước Tōgō Heihachirō (1847-1934), Hải chiến Tsushima
- Đô đốc Bá tước Itō Sukeyuki (1843-1914)
- Đô đốc Bá tước Kawamura Sumiyoshi (1836-1904)
- Đô đốc Tử tước Inoue Yoshika (1845-1929)
- Đô đốc Nam tước Ijuin Gorō (1852-1921)
- Đô đốc Nam tước Katō Tomosaburō (1861-1923)
- Đô đốc Nam tước Akamatsu Noriyoshi (1841-1920)
- Phó đô đốc Akiyama Saneyuki (1868-1918), Hải chiến Tsushima

##### Thế chiến II
- Đô đốc Mineichi Koga (1885-1944)
- Đô đốc Isoroku Yamamoto (1884-1943), tấn công Trân Châu Cảng, Trận Midway
- Đô đốc Osami Nagano (1880-1947)
- Phó đô đốc Chūichi Nagumo (1887-1944), tấn công Trân Châu Cảng, Trận chiến Midway[8]
- Chuẩn đô đốc Tử tước Morio Matsudaira (1878-1944)

## Các học giả/nhà khoa học nổi tiếng

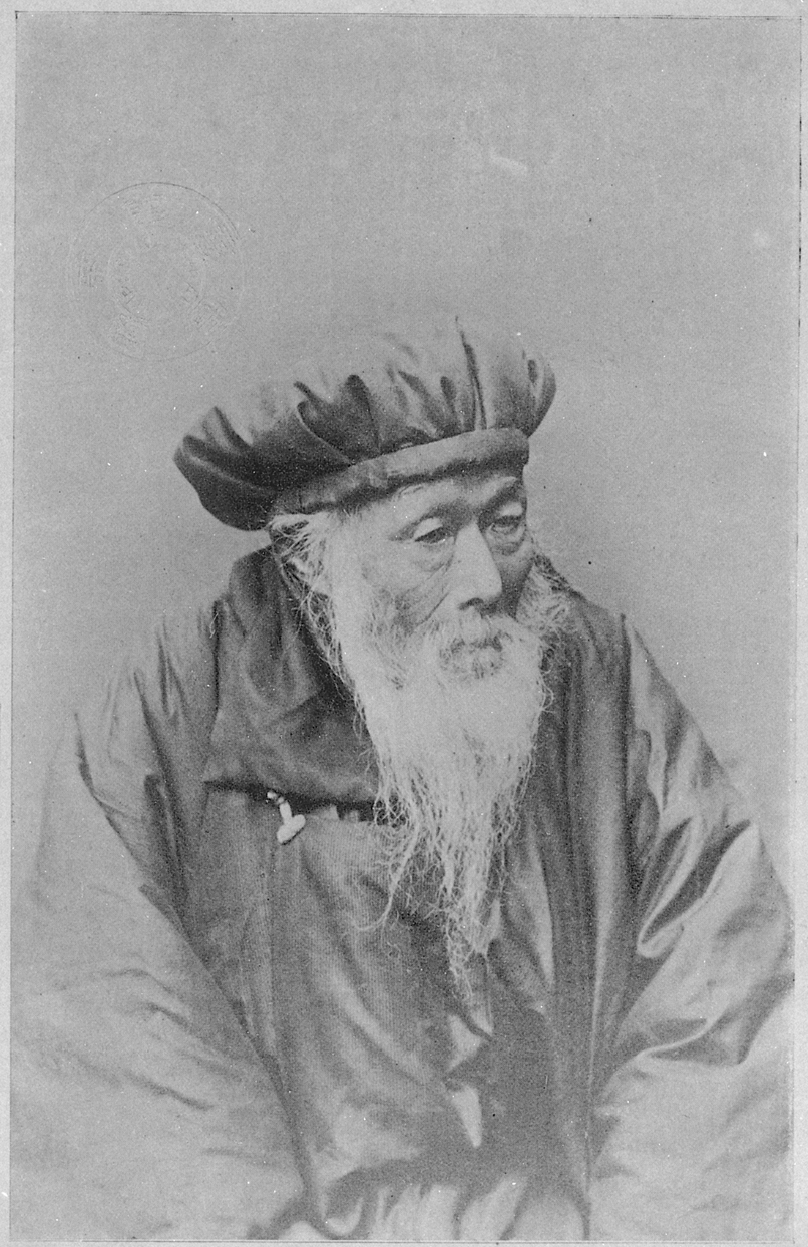
Nam tước Keisuke Ito (1803–1901),một nhà sinh vật học thời kỳ đầu

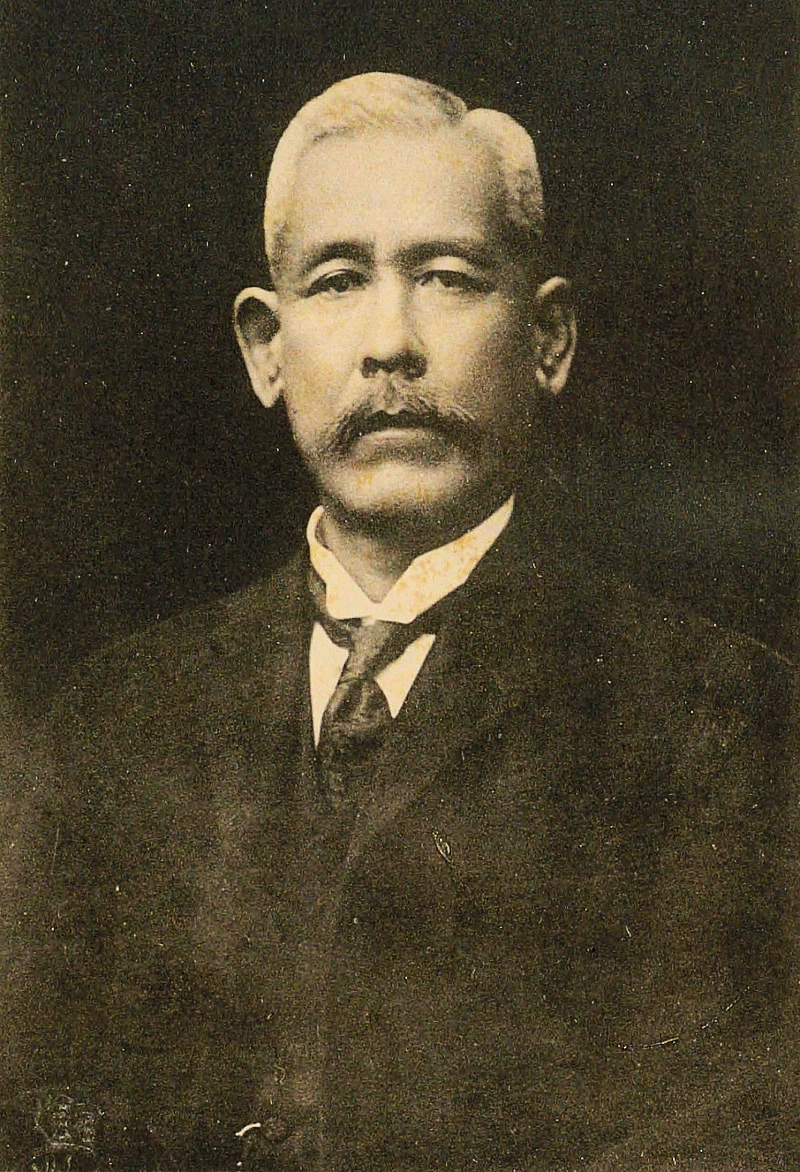
Nam tước Aoyama Tanemichi, một nhà khoa học y khoa và bác sĩ thời Minh Trị

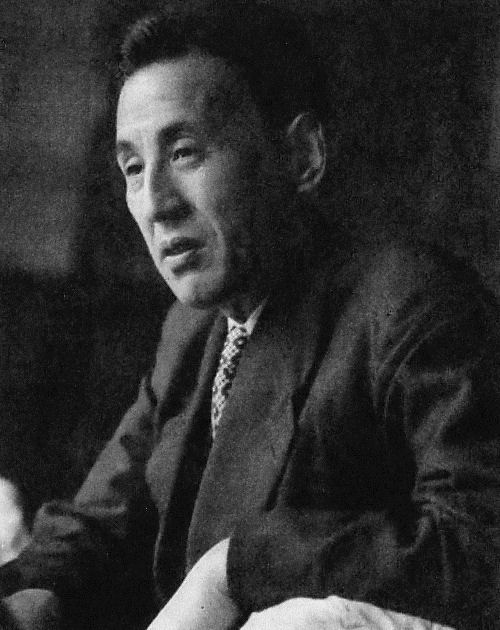
Kiyoo Wadati, một nhà địa chấn học và người đoạt Giải Hoàng đế của Viện hàn lâm Nhật Bản (1932)

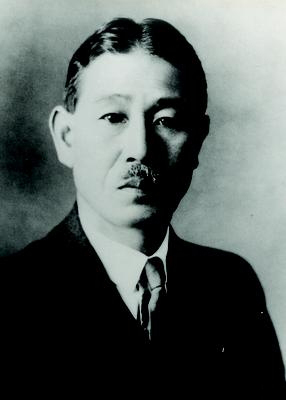
Matsusaburō Fujiwara, một nhà toán học và sử học toán học

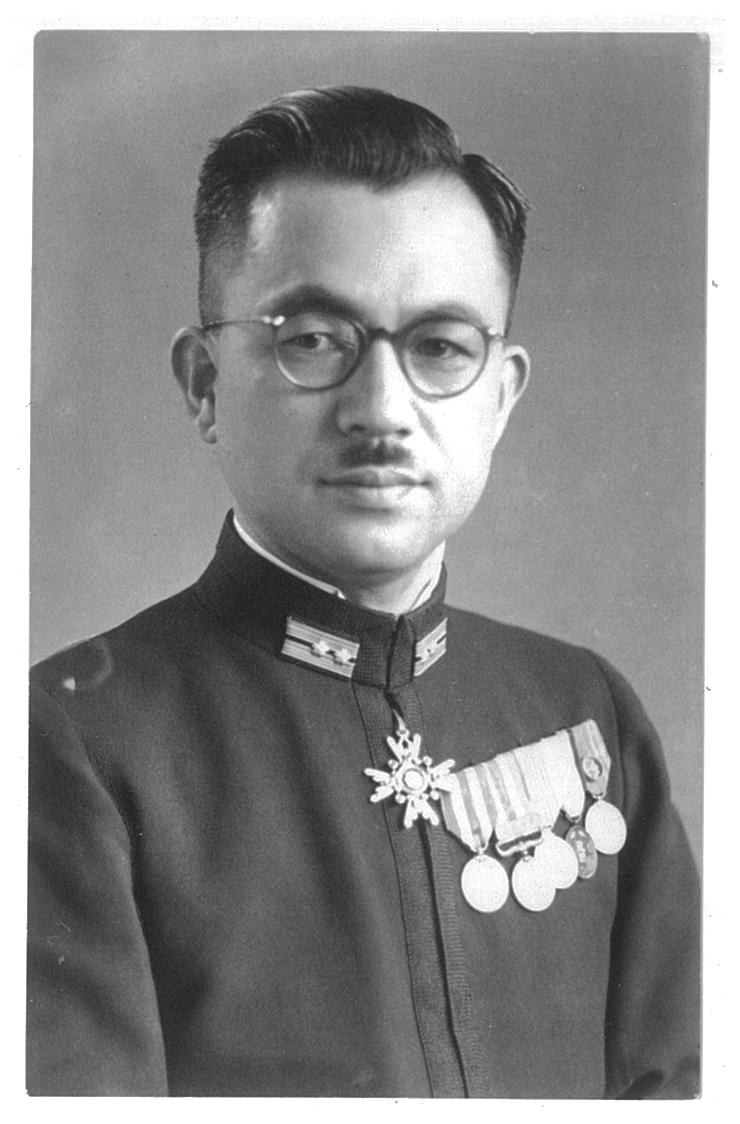
Yoji Ito, một kỹ sư và nhà khoa học trong Thế chiến thứ hai

### Thế kỷ 19

#### Nhà nhân chủng học, nhà dân tộc học, nhà khảo cổ học và nhà sử học
- Ōtsuki Fumihiko (1847–1928)
- Yusuke Hashiba (1851–1921)
- Koganei Yoshikiyo (1859–1944)
- Naitō Torajirō (1866–1934)
- Inō Kanori (1867–1925)
- Torii Ryūzō (1870–1953)
- Fujioka Katsuji (1872-1935)
- Masaharu Anesaki (1873–1949)
- Kunio Yanagita (1875–1962)
- Ushinosuke Mori (1877–1926)
- Ryūsaku Tsunoda (1877–1964)
- Kōsaku Hamada (1881–1938)
- Kyōsuke Kindaichi (1882–1971)
- Tetsuji Morohashi (1883–1982)
- Tsuruko Haraguchi (1886–1915)
- Shinobu Orikuchi (1887–1953)
- Zenchū Nakahara (1890–1964)

#### Các nhà khoa học y tế, nhà sinh học, nhà lý thuyết tiến hóa và nhà di truyền học
- Keisuke Ito (1803–1901)
- Kusumoto Ine (1827–1903)
- Nagayo Sensai (1838–1902)
- Tanaka Yoshio (1838–1916)
- Nagai Nagayoshi (1844–1929)
- Takaki Kanehiro (1849–1920)
- Kitasato Shibasaburō (1853–1931)
- Hirase Sakugorō (1856–1925)
- Jinzō Matsumura (1856–1928)
- Juntaro takahashi (1856–1920)
- Aoyama Tanemichi (1859–1917)
- Yoichirō Hirase (1859–1925)
- Ishikawa Chiyomatsu (1861–1935)
- Tomitaro Makino (1862–1957)
- Yamagiwa Katsusaburō (1863–1930)
- Yu Fujikawa (1865–1940)
- Fujiro Katsurada (1867–1946)
- Kamakichi Kishinouye (1867–1929)
- Yasuyoshi Shirasawa (1868–1947)
- Takuji Iwasaki (1869–1937)
- Kiyoshi Shiga (1871–1957)
- Heijiro Nakayama (1871–1956)
- Sunao Tawara (1873–1952)
- Bunzō Hayata (1874–1934)
- Ryukichi Inada (1874–1950)
- Kensuke Mitsuda (1876–1964)
- Hideyo Noguchi (1876–1928)
- Fukushi Masaichi (1878–1956)
- Takaoki Sasaki (1878–1966)
- Gennosuke Fuse (1880–1946)
- Kono Yasui (1880–1971)
- Hakaru Hashimoto (1881–1934)
- Ichiro Miyake (1881–1964)
- Kunihiko Hashida (1882–1945)
- Takenoshin Nakai (1882–1952)
- Kyusaku Ogino (1882–1975)
- Gen-ichi Koidzumi (1883–1953)
- Makoto Nishimura (1883–1956)
- Shintarō Hirase (1884–1939)
- Tamezo Mori (1884–1962)
- Kanesuke Hara (1885–1962)
- Chōzaburō Tanaka (1885–1976)
- Michiyo Tsujimura (1888–1969)
- Yaichirō Okada (1892–1976)
- Ikuro Takahashi (1892–1981)
- Hitoshi Kihara (1893–1986)
- Satyu Yamaguti (1894–1976)
- Kinichiro Sakaguchi (1897–1994)
- Minoru Shirota (1899–1982)
- Genkei Masamune (1899–1993)

#### Nhà phát minh, nhà công nghiệp và kỹ sư
- Tanaka Hisashige (1799–1881)
- Ōshima Takatō (1826–1901)
- Yamao Yōzō (1837–1917)
- Sasō Sachū (1852–1905)
- Furuichi Kōi (1854–1934)
- Hirai Seijirō (1856–1926)
- Mikimoto Kōkichi (1858–1954)
- Kotaro Shimomura (1861–1937)
- Chūhachi Ninomiya (1866–1936)
- Sakichi Toyoda (1867–1930)
- Namihei Odaira (1874–1951)
- Jujiro Matsuda (1875–1952)
- Ryōichi Yazu (1878–1908)
- Masatoshi Ōkōchi (1878–1952)
- Yoshisuke Aikawa (1880–1967)
- Miekichi Suzuki (1882–1936)
- Chikuhei Nakajima (1884–1949)
- Hidetsugu Yagi (1886–1976)
- Michio Suzuki (1887–1982)
- Yasujiro Niwa (1893–1975)
- Tokuji Hayakawa (1893–1980)
- Kōnosuke Matsushita (1894–1989)
- Kinjiro Okabe (1896–1984)
- Toshiwo Doko (1896–1988)
- Kenjiro Takayanagi (1899–1990)

#### Các triết gia, nhà giáo dục, nhà toán học và các nhà thông thái
- Inoue Enryō (1799–1881)
- Nishimura Shigeki (1828–1902)
- Nishi Amane (1829–1897)
- Kikuchi Dairoku (1855–1917)
- Hōjō Tokiyuki (1858–1929)
- Rikitaro Fujisawa (1861–1933)
- Mitsutaro Shirai (1863–1932)
- Nitobe Inazō (1862–1933)
- Paul Tsuchihashi (1866–1965)
- Kintarô Okamura (1867–1935)
- Totsudō Katō (1870-1949)
- Tsuruichi Hayashi (1873–1935)
- Yoshio Mikami (1875–1950)
- Teiji Takagi (1875–1960)
- Matsusaburo Fujiwara (1881–1946)
- Yoshishige Abe (1883–1966)
- Sōichi Kakeya (1886–1947)

#### Nhà hóa học, nhà vật lý và nhà địa chất
- Umetaro Suzuki
- Masataka Ogawa
- Akira Ogata
- Hantaro Nagaoka
- Jōkichi Takamine
- Tanakadate Aikitsu
- Yamakawa Kenjirō
- Akitsune Imamura
- Fusakichi Omori
- Sekiya Seikei
- Masuzo Shikata
- Yoshio Nishina
- Jun Ishiwara
- Kikunae Ikeda
- Keiichi Aichi
- Kotaro Honda
- Hisashi Kimura
- Kiyotsugu Hirayama
- Shin Hirayama
- Okuro Oikawa
- Harutaro Murakami
- Shinzo Shinjo
- Tokushichi Mishima
- Torahiko Terada
- Satoyasu Iimori
- Ozawa Yoshiaki
- Hakaru Masumoto
- Yasuhiko Asahina
- Suekichi Kinoshita

### Thế kỷ 20
- Yoji Ito
- Satosi Watanabe
- Seiji Naruse
- Takeo Doi
- Tatsuo Hasegawa
- Kiro Honjo
- Jiro Horikoshi
- Hideo Itokawa
- Soichiro Honda
- Yanosuke Hirai
- Katsuji Miyazaki
- Shinroku Momose
- Ryoichi Nakagawa
- Jiro Tanaka
- Noriaki Fukuyama
- Eizaburo Nishibori
- Shin'ichirō Tomonaga
- Kiyoo Wadati
- Shokichi Iyanaga
- Hideki Yukawa
- Takeo Hatanaka
- Kazuo Kubokawa
- Tomizo Yoshida
- Kiyosi Itô
- Shoichi Sakata
- Yutaka Taniyama
- Kôdi Husimi
- Seishi Kikuchi
- Taketani Mitsuo
- Takahiko Yamanouchi
- Shigeyoshi Matsumae
- Shigeo Shingo
- Nobuchika Sugimura
- Jisaburo Ohwi
- Yo Takenaka
- Sanshi Imai
- Kikutaro Baba
- Katsuzo Kuronuma
- Yasunori Miyoshi
- Katsuma Dan
- Hiroshi Nakamura
- Ukichiro Nakaya
- Yusuke Hagihara
- Isao Imai
- Shintaro Uda
- Kinjiro Okabe
- Ozawa Yoshiaki
- Issaku Koga
- Yuzuru Hiraga
- Jiro Horikoshi
- Yoshiro Okabe
- Motonori Matuyama
- Masauji Hachisuka
- Tokubei Kuroda
- Hikosaka Tadayoshi
- Bunsaku Arakatsu
- Shinji Maejima
- Takahito, Prince Mikasa
- Toshihiko Izutsu
- Kawachi Yoshihiro
- Katsutada Sezawa
- Katsura Kotaro

## Biến cố lịch sử
- 1926: Thiên hoàng Đại Chính qua đời (25/12).
- 1927: Tanaka Giichi trở thành thủ tướng (20/4).
- 1928: Hirohito chính thức lên ngôi Thiên hoàng (10/11).
- 1929: Hamaguchi Osachi trở thành Thủ tướng (2/7).
- 1930: Hamaguchi bị thương trong một âm mưu mưu sát (14/11).
- 1931: Hamaguchi mất và Wakatsuki Reijiro trở thành thủ tướng (14/4). Nhật chiếm Mãn Châu sau Biến cố Phụng Thiên (18/9). Inukai Tsuyoshi trở thành thủ tướng (13/12) và tăng ngân quỹ chiến tranh tại Trung Hoa.
- 1932: Sau vụ tấn công sư sải Nhật ở Thượng Hải (18/1), quân Nhật pháo kích thành phố (29/1). Mãn Châu quốc được thành lập với Phổ Nghi là vua (29/2). Inukai bị ám sát trong cuộc đảo chính và Saitō Makoto trở thành thủ tướng (15/5). Nhật Bản bị Hội quốc liên chỉ trích (7/12).
- 1933: Nhật Bản rời Hội quốc liên (27/3).
- 1934: Okada Keisuke trở thành thủ tướng (8/7). Nhật Bản rút khỏi Hiệp ước Hải quân Washington (29/12).
- 1936: Cuộc đảo chính (biến cố 26/2) đưa Hirota Koki thành thủ tướng (9/3). Nhật Bản ký hiệp ước đầu tiên với Đức (25/11) và chiếm đóng Thanh Đảo (3/12). Mông Cương quốc được thành lập ở nội Mông.
- 1937: Hayashi Senjuro trở thành thủ tướng (2/2). Hoàng tử Konoe Fumimaro trở thành thủ tướng (4/6). Biến cố Lư Câu Kiều (7/7). Nhật Bản chiếm được Bắc Kinh (31/7). Quân Nhật chiếm Nam Kinh (13/12), bắt đầu cho vụ Thảm sát Nam Kinh.
- 1938: Trận chiến Đài Nhi Trang (24/3). Quảng Châu rơi vào tay quân Nhật (21/10).
- 1939: Hiranuma Kiichiro trở thành thủ tướng (5/1). Abe Nobuyuki trở thành thủ tướng(30/8).
- 1940: Yonai Mitsumasa trở thành thủ tướng (16/1). Konoe trở thành thủ tướng nhiệm kỳ hai (22/7). Bách đoàn đại chiến (8/1940–9/1940). Nhật chiếm Đông Dương trong lúc Paris sắp thất thủ, và ký Hiệp ước ba bên (27/9).
- 1941: Tướng Tojo Hideki trở thành thủ tướng (18/10). Trận tấn công Trân Châu cảng, Hawaii (7/12), khiến Hoa Kỳ tuyên chiến với Nhật (8/12). Nhật tiến chiếm Hồng Kông (25/12).
- 1942: Singapore đầu hàng Nhật (15/2). Nhật dội bom Úc (19/2). Mỹ không tập Đông Kinh (18/4). Trận chiến biển San Hô (4/5–8/5). Lực lượng Mỹ và Phi[cần dẫn nguồn] tại chiến trường Philippines đầu hàng (8/5). Nhật bại trận tại trận chiến Midway (6/6). Đồng Minh chiến thắng trong trận vịnh Milne (5/9).
- 1943: Đồng Minh chiến thắng trong trận Guadalcanal (9/2). Nhật bại trận tại trận Tarawa (23/11).
- 1944: Tojo từ chức và Koiso Kuniaki trở thành thủ tướng (22/7).
- 1945: Oanh tạc cơ Hoa Kỳ bắt đầu đánh bom các thành phố chính của Nhật Bản. Nhật bại trận tại trận Iwo Jima (26/3). Đô đốc Suzuki Kantarō trở thành thủ tướng (7/4). Nhật bại trận tại trận Okinawa (21/6). Hoa Kỳ thả bom nguyên tử xuống thành phố Hiroshima (6/8) và Nagasaki (9/8). Nhật đầu hàng (14/8) và Đồng minh bắt đầu chiếm đóng Nhật.

### Thiên hoàng
| Thụy hiệu1 | Tên được đặt2    | Tên gọi khi còn nhỏ3 | Trị vì                 | Niên hiệu4 |
| --- | ---------------- | -------------------- | ---------------------- | ---------- |
| Minh Trị Thiên hoàng (明治天皇) | Mutsuhito (睦仁) | Sachi-no-miya (祐宮) | 1867-1912 (1890-1912)5 | Meiji      |
| Đại Chính Thiên hoàng (大正天皇) | Yoshihito (嘉仁) | Haru-no-miya (明宮)  | 1912-1926              | Taishō     |
| Chiêu Hòa Thiên hoàng (昭和天皇) | Hirohito (裕仁)  | Michi-no-miya (迪宮) | 1927-1989 (1927-1947)6 | Shōwa      |
| 1 Tên đặt theo niên hiệu. |                  |                      |                        |            |
| 2 Thiên hoàng không có họ hay tên triều đại                                                                                           |                  |                      |                        |            |
| 3 Thiên hoàng Minh Trị chỉ được gọi là Sachi-no-miya từ bé cho đến khi thừa kế Thiên hoàng Hiếu Minh lên ngôi với tên thật Mutsuhito. |                  |                      |                        |            |
| 4 Sau Minh Trị Thiên hoàng, các triều đại khác không có tên riêng.                                                                    |                  |                      |                        |            |
| 5 Theo hiến pháp. |                  |                      |                        |            |
| 6 Theo hiến pháp. Hirohito tiếp tục làm vua cho đến 1989 vì không thoái vị sau Chiến tranh thế giới thứ hai.                          |                  |                      |                        |            |